# Liste des genres d'Asteraceae
Liste des genres de la famille des Asteraceae, qui comprend notamment les pâquerettes et les tournesols, les asters, les tagètes ou œillets d'Inde, les anthémis, ainsi que les chrysanthèmes.

## SelonCatalogue of Life(24 juillet 2017)[1]
- Aaronsohnia
- Abrotanella
- Acamptopappus
- Acanthocephalus
- Acanthocladium
- Acanthodesmos
- Acanthospermum
- Acanthostyles
- Achillea
- Achnophora
- Achnopogon
- Achyrachaena
- Achyrocline
- Achyropappus
- Acilepidopsis
- Acilepis
- Acmella
- Acomis
- Acourtia
- Acrisione
- Acritopappus
- Actinobole
- Acunniana
- Adelostigma
- Adenanthellum
- Adenocaulon
- Adenoglossa
- Adenoon
- Adenophyllum
- Adenostemma
- Adenostyles
- Adenothamnus
- Aedesia
- Aequatorium
- Aetheolaena
- Aetheorrhiza
- Afroaster
- Ageratella
- Ageratina
- Ageratinastrum
- Ageratum
- Agnorhiza
- Agoseris
- Agrianthus
- Ainsliaea
- Ajania
- Ajaniopsis
- Akeassia
- Alatoseta
- Albertinia
- Aldama
- Alepidocline
- Alfredia
- Aliella
- Allagopappus
- Allardia
- Allittia
- Allocephalus
- Alloispermum
- Allopterigeron
- Almutaster
- Alomia
- Alomiella
- Amauria
- Ambassa
- Amberboa
- Amblyocarpum
- Amblyolepis
- Amblyopappus
- Amboroa
- Ambrosia
- Ameghinoa
- Amellus
- Ammobium
- Ampelaster
- Amphiachyris
- Amphiglossa
- Amphipappus
- Amphoricarpos
- Anacantha
- Anacyclus
- Ananthura
- Anaphalioides
- Anaphalis
- Anaphaloides
- Anastraphia
- Anaxeton
- Ancathia
- Ancistrocarphus
- Anderbergia
- Andryala
- Anemocarpa
- Angeldiazia
- Angianthus
- Anisocarpus
- Anisochaeta
- Anisocoma
- Anisopappus
- Antennaria
- Anteremanthus
- Anthemis
- Anticona
- Antillanthus
- Antillia
- Antiphiona
- Antithrixia
- Anvillea
- Apalochlamys
- Aphanactis
- Aphanostephus
- Aphelexis
- Aphyllocladus
- Apodocephala
- Apopyros
- Aposeris
- Apostates
- Apowollastonia
- Arbelaezaster
- Archibaccharis
- Archiserratula
- Arctium
- Arctogeron
- Arctotheca
- Arctotis
- Argentipallium
- Argyranthemum
- Argyroglottis
- Argyrotegium
- Argyroxiphium
- Aristeguietia
- Arnaldoa
- Arnica
- Arnicastrum
- Arnoglossum
- Arnoseris
- Arrhenechthites
- Arrojadocharis
- Arrowsmithia
- Artemisia
- Artemisiopsis
- Asanthus
- Ascidiogyne
- Askellia
- Aspilia
- Asplundianthus
- Aster
- Asteridea
- Asteriscus
- Asterothamnus
- Astranthium
- Athanasia
- Athrixia
- Athroisma
- Atractylis
- Atractylodes
- Atrichantha
- Atrichoseris
- Aucklandia
- Austrobrickellia
- Austrocritonia
- Austroeupatorium
- Austrosynotis
- Axiniphyllum
- Ayapana
- Ayapanopsis
- Aynia
- Aztecaster
- Baccharis
- Baccharoides
- Badilloa
- Baeriopsis
- Bafutia
- Bahianthus
- Bahiopsis
- Baileya
- Bajacalia
- Balduina
- Balsamorhiza
- Baltimora
- Barkleyanthus
- Barnadesia
- Barrosoa
- Bartlettia
- Bartlettina
- Basedowia
- Batopilasia
- Bebbia
- Bechium
- Bedfordia
- Bejaranoa
- Bellida
- Bellis
- Bellium
- Belloa
- Benitoa
- Berardia
- Berkheya
- Berlandiera
- Berroa
- Bertilia
- Berylsimpsonia
- Bethencourtia
- Bidens
- Bigelowia
- Bishopanthus
- Bishopiella
- Bishovia
- Blainvillea
- Blakiella
- Blanchetia
- Blennosperma
- Blennospora
- Blepharipappus
- Blepharispermum
- Blepharizonia
- Blumea
- Boeberastrum
- Boeberoides
- Bolandia
- Bolanosa
- Bolocephalus
- Boltonia
- Bombycilaena
- Borrichia
- Bothriocline
- Brachanthemum
- Brachionostylum
- Brachyclados
- Brachyglottis
- Brachylaena
- Brachyscome
- Brachythrix
- Bracteantha
- Bradburia
- Brenandendron
- Brickellia
- Brickelliastrum
- Brintonia
- Brocchia
- Bryomorphe
- Buphthalmum
- Burkartia
- Caatinganthus
- Cabobanthus
- Cabreraea
- Cabreriella
- Cacaliopsis
- Cacosmia
- Cadiscus
- Caesulia
- Calanticaria
- Calea
- Calendula
- Callicephalus
- Callilepis
- Callistephus
- Calocephalus
- Calomeria
- Calorezia
- Calostephane
- Calotesta
- Calotis
- Calycadenia
- Calycoseris
- Calyptocarpus
- Camchaya
- Campovassouria
- Camptacra
- Campuloclinium
- Canadanthus
- Cancrinia
- Cancriniella
- Capelio
- Caputia
- Cardopatium
- Cardosoa
- Carduus
- Carlina
- Carlquistia
- Carminatia
- Carpesium
- Carphephorus
- Carphochaete
- Carramboa
- Carthamus
- Cassinia
- Castanedia
- Castrilanthemum
- Castroviejoa
- Catamixis
- Catananche
- Catatia
- Catolesia
- Caucasalia
- Cavalcantia
- Cavea
- Caxamarca
- Celmisia
- Centaurea
- Centauropsis
- Centaurothamnus
- Centipeda
- Centratherum
- Centromadia
- Centropappus
- Cephalipterum
- Cephalopappus
- Cephalosorus
- Ceratogyne
- Ceruana
- Chacoa
- Chaenactis
- Chaetadelpha
- Chaetanthera
- Chaetopappa
- Chaetymenia
- Chamaechaenactis
- Chamaegeron
- Chamaeleon
- Chamaemelum
- Chamaepus
- Chaptalia
- Charadranaetes
- Chardinia
- Cheirolophus
- Chersodoma
- Chevreulia
- Chiliadenus
- Chiliocephalum
- Chiliophyllum
- Chiliotrichiopsis
- Chiliotrichum
- Chimantaea
- Chionolaena
- Chionopappus
- Chlamydophora
- Chloracantha
- Chondrilla
- Chondropyxis
- Chresta
- Chromolaena
- Chromolepis
- Chronopappus
- Chrysactinia
- Chrysactinium
- Chrysanthellum
- Chrysanthemum
- Chrysanthoglossum
- Chrysocephalum
- Chrysocoma
- Chrysogonum
- Chrysolaena
- Chrysoma
- Chrysophthalmum
- Chrysopsis
- Chrysothamnus
- Chthonocephalus
- Chucoa
- Chuquiraga
- Cicerbita
- Ciceronia
- Cichorium
- Cineraria
- Cirsium
- Cissampelopsis
- Cladanthus
- Cladochaeta
- Clappia
- Clibadium
- Cloiselia
- Cnicothamnus
- Coespeletia
- Coleocoma
- Coleostephus
- Colobanthera
- Cololobus
- Columbiadoria
- Comaclinium
- Comborhiza
- Commidendrum
- Condylidium
- Condylopodium
- Conocliniopsis
- Conoclinium
- Constancea
- Conyza
- Coreocarpus
- Coreopsis
- Corethamnium
- Corethrogyne
- Coronidium
- Corymbium
- Cosmos
- Cota
- Cotula
- Coulterella
- Cousinia
- Cousiniopsis
- Craspedia
- Crassocephalum
- Crassothonna
- Cratystylis
- Cremanthodium
- Cremnothamnus
- Crepidiastrum
- Crepis
- Crinitaria
- Criscia
- Criscianthus
- Critonia
- Critoniella
- Critoniopsis
- Crocidium
- Crocodylium
- Cronquistianthus
- Croptilon
- Crossostephium
- Crossothamnus
- Crupina
- Cuatrecasanthus
- Cuatrecasasiella
- Cuchumatanea
- Culcitium
- Cullumia
- Cuniculotinus
- Cuspidia
- Cyanthillium
- Cyathocline
- Cyathomone
- Cyclachaena
- Cyclolepis
- Cylindrocline
- Cymbonotus
- Cymbopappus
- Cymophora
- Cynara
- Cyrtocymura
- Dactyotrichia
- Dahlia
- Damnamenia
- Damnxanthodium
- Dasyandantha
- Dasyanthina
- Dasycondylus
- Dasyphyllum
- Dauresia
- Daveaua
- Davilanthus
- Decachaeta
- Decaneuropsis
- Decastylocarpus
- Decazesia
- Deinandra
- Delairea
- Delamerea
- Delilia
- Delwiensia
- Dendrocacalia
- Dendrophorbium
- Dendrosenecio
- Dendroviguiera
- Denekia
- Desmanthodium
- Dewildemania
- Diacranthera
- Diaperia
- Diaphractanthus
- Dicercoclados
- Dichaetophora
- Dichrocephala
- Dichromochlamys
- Dicoma
- Dicomopsis
- Dicoria
- Dicranocarpus
- Didelta
- Dielitzia
- Dieteria
- Digitacalia
- Dillandia
- Dimeresia
- Dimerostemma
- Dimorphocoma
- Dimorphotheca
- Diodontium
- Diplostephium
- Dipterocome
- Dipterocypsela
- Disparago
- Dissothrix
- Distephanus
- Disynaphia
- Dithyrostegia
- Dittrichia
- Doellingeria
- Dolichoglottis
- Dolichorrhiza
- Dolichothrix
- Doliclasium
- Dolomiaea
- Doniophyton
- Dorobaea
- Doronicum
- Dresslerothamnus
- Dubautia
- Dubyaea
- Dugesia
- Duhaldea
- Duidaea
- Duseniella
- Dymondia
- Dysaster
- Dyscritothamnus
- Dysodiopsis
- Dyssodia
- Eastwoodia
- Eatonella
- Echinacea
- Echinocoryne
- Echinops
- Eclipta
- Edmondia
- Egletes
- Eirmocephala
- Eitenia
- Ekmania
- Ekmaniopappus
- Elachanthus
- Elaphandra
- Electranthera
- Elekmania
- Elephantopus
- Eleutheranthera
- Ellenbergia
- Elytropappus
- Emilia
- Emiliella
- Encelia
- Enceliopsis
- Endopappus
- Engelmannia
- Engleria
- Enydra
- Epaltes
- Epilasia
- Epitriche
- Erato
- Erechtites
- Eremanthus
- Eremosis
- Eremothamnus
- Eriachaenium
- Ericameria
- Ericentrodea
- Erigeron
- Eriocephalus
- Eriochlamys
- Eriophyllum
- Eriotrix
- Erlangea
- Erodiophyllum
- Erymophyllum
- Erythrocephalum
- Erythroseris
- Eschenbachia
- Espejoa
- Espeletia
- Espeletiopsis
- Ethulia
- Eucephalus
- Euchiton
- Eumorphia
- Eupatoriastrum
- Eupatorina
- Eupatoriopsis
- Eupatorium
- Euphrosyne
- Eurybia
- Eurydochus
- Euryops
- Eutetras
- Euthamia
- Eutrochium
- Ewartia
- Ewartiothamnus
- Exomiocarpon
- Exostigma
- Faberia
- Facelis
- Famatinanthus
- Farfugium
- Faujasia
- Faujasiopsis
- Faxonia
- Feddea
- Feldstonia
- Felicia
- Fenixia
- Ferreyranthus
- Ferreyrella
- Filago
- Filifolium
- Fitchia
- Fitzwillia
- Flaveria
- Fleischmannia
- Fleischmanniopsis
- Florestina
- Floscaldasia
- Flosmutisia
- Flourensia
- Flyriella
- Formania
- Foveolina
- Freya
- Frolovia
- Fulcaldea
- Gaillardia
- Galactites
- Galatella
- Galeana
- Galeomma
- Galinsoga
- Gamochaeta
- Gamochaetopsis
- Garberia
- Garcibarrigoa
- Gardn.ina
- Garhadiolus
- Garuleum
- Gazania
- Geigeria
- Geissolepis
- Geraea
- Gerbera
- Geropogon
- Gibbaria
- Gilberta
- Gilruthia
- Gladiopappus
- Glebionis
- Glossarion
- Glossocardia
- Glossopappus
- Glyptopleura
- Gnaphalium
- Gnephosis
- Gnomophalium
- Gochnatia
- Goldmanella
- Gongrostylus
- Gongylolepis
- Goniocaulon
- Gonospermum
- Gonzalezia
- Gorceixia
- Gorteria
- Gossweilera
- Goyazianthus
- Grangea
- Grangeopsis
- Graphistylis
- Gratwickia
- Grauanthus
- Grazielia
- Greenmaniella
- Grindelia
- Grisebachianthus
- Grosvenoria
- Guardiola
- Guayania
- Guevaria
- Guizotia
- Gundelia
- Gundlachia
- Gutenbergia
- Gutierrezia
- Guynesomia
- Gymnanthemum
- Gymnarrhena
- Gymnocondylus
- Gymnocoronis
- Gymnodiscus
- Gymnolaena
- Gymnopentzia
- Gymnosperma
- Gynoxys
- Gynura
- Gypothamnium
- Gyptidium
- Gyptis
- Gyrodoma
- Haastia
- Haeckeria
- Haegiela
- Hainanecio
- Handelia
- Haplocarpha
- Haploesthes
- Haplopappus
- Haptotrichion
- Harleya
- Harmonia
- Harnackia
- Haroldia
- Hartwrightia
- Hasteola
- Hatschbachiella
- Hazardia
- Hebeclinium
- Hecastocleis
- Hedosyne
- Hedypnois
- Heiseria
- Helenium
- Helianthella
- Helianthus
- Helichrysopsis
- Helichrysum
- Heliocauta
- Heliomeris
- Heliopsis
- Helminthotheca
- Helogyne
- Hemistepta
- Hemizonella
- Hemizonia
- Henricksonia
- Heptanthus
- Herderia
- Herodotia
- Herreranthus
- Hertia
- Hesperevax
- Hesperomannia
- Heteracia
- Heteranthemis
- Heterocoma
- Heterocondylus
- Heterocypsela
- Heteroderis
- Heterolepis
- Heteromera
- Heteromma
- Heteroplexis
- Heterorhachis
- Heterosperma
- Heterotheca
- Hidalgoa
- Hieracium
- Hilliardia
- Hilliardiella[2]
- Himalaiella
- Hinterhubera
- Hippia
- Hippolytia
- Hirpicium
- Hirtellina
- Hispidella
- Hoehneophytum
- Hoehnephytum
- Hoffmannanthus
- Hoffmanniella
- Hofmeisteria
- Holocarpha
- Holocheilus
- Hololeion
- Hololepis
- Holoschkuhria
- Holozonia
- Homogyne
- Hoplophyllum
- Huarpea
- Huberopappus
- Hubertia
- Hughesia
- Hullsia
- Hulsea
- Humbertacalia
- Humeocline
- Hyalis
- Hyalochlamys
- Hyaloseris
- Hyalosperma
- Hybridella
- Hydroidea
- Hydropectis
- Hymenocephalus
- Hymenolepis
- Hymenonema
- Hymenopappus
- Hymenostemma
- Hymenostephium
- Hymenothrix
- Hymenoxys
- Hyoseris
- Hypericophyllum
- Hypochaeris
- Hysterionica
- Hystrichophora
- Ianthopappus
- Ichthyothere
- Idiopappus
- Idiothamnus
- Ifloga
- Ignurbia
- Imeria
- Indocypraea
- Inezia
- Inkaliabum
- Inula
- Inulanthera
- Inulopsis
- Io
- Iocenes
- Iodocephalis
- Iodocephalopsis
- Iogeton
- Ionactis
- Iostephane
- Iotasperma
- Iphiona
- Iphionopsis
- Iranecio
- Ischnea
- Isocarpha
- Isocoma
- Isoetopsis
- Isostigma
- Iva
- Ixeridium
- Ixeris
- Ixiochlamys
- Ixiolaena
- Ixodia
- Jacmaia
- Jacobaea
- Jaegeria
- Jalcophila
- Jaliscoa
- Jamesianthus
- Jaramilloa
- Jasonia
- Jaumea
- Jefea
- Jeffreya
- Jeffreycia
- Jensia
- Jessea
- Joseanthus
- Jungia
- Jurinea
- Karelinia
- Karvandarina
- Kaschgaria
- Katinasia
- Kaunia
- Kemulariella
- Keysseria
- Khasianthus
- Kinghamia
- Kingianthus
- Kippistia
- Klasea
- Kleinia
- Koanophyllon
- Koehneola
- Koelpinia
- Koyamasia
- Krigia
- Kurziella
- Kyhosia
- Kyrsteniopsis
- Lachanodes
- Lachnophyllum
- Lachnorhiza
- Lachnospermum
- Lactuca
- Laennecia
- Laestadia
- Lagascea
- Lagenifera
- Lagenocypsela
- Lagophylla
- Lagoseriopsis
- Lamprocephalus
- Lampropappus
- Lamyropappus
- Lamyropsis
- Langebergia
- Lantanopsis
- Lapidia
- Lapsana
- Lapsanastrum
- Lasianthaea
- Lasiocephalus
- Lasiolaena
- Lasiopogon
- Lasiospermum
- Lasthenia
- Launaea
- Lawrencella
- Layia
- Lecocarpus
- Leibnitzia
- Leiboldia
- Leiocarpa
- Lemooria
- Leonis
- Leontodon
- Leontopodium
- Lepidaploa
- Lepidesmia
- Lepidolopha
- Lepidolopsis
- Lepidonia
- Lepidophorum
- Lepidophyllum
- Lepidospartum
- Lepidostephium
- Leptinella
- Leptocarpha
- Leptoclinium
- Leptorhynchos
- Leptostelma
- Lescaillea
- Lessingia
- Lessingianthus
- Lettowia
- Leucactinia
- Leucanthemella
- Leucanthemopsis
- Leucanthemum
- Leucheria
- Leucoblepharis
- Leucochrysum
- Leucogenes
- Leucomeris
- Leucoptera
- Leucosyris
- Leunisia
- Leysera
- Liabum
- Liatris
- Libanothamnus
- Lidbeckia
- Lifago
- Ligularia
- Ligulariopsis
- Limbarda
- Lindheimera
- Linzia
- Lipoblepharis
- Lipochaeta
- Lipotriche
- Litogyne
- Litothamnus
- Llerasia
- Lomanthus
- Lomatozona
- Lonas
- Lopholaena
- Lophopappus
- Lorandersonia
- Lordhowea
- Lorentzianthus
- Loricaria
- Lourteigia
- Lowryanthus
- Loxothysanus
- Lucilia
- Luina
- Lulia
- Lundellianthus
- Lundinia
- Lycapsus
- Lychnophora
- Lychnophoriopsis
- Lycoseris
- Lygodesmia
- Machaeranthera
- Macowania
- Macrachaenium
- Macropodina
- Macvaughiella
- Madagaster
- Madia
- Mairia
- Malacothrix
- Malmeanthus
- Malperia
- Mantisalca
- Manyonia
- Marasmodes
- Marshallia
- Marshalljohnstonia
- Marticorenia
- Maschalostachys
- Matricaria
- Mattfeldanthus
- Mattfeldia
- Mauranthemum
- Mecomischus
- Medranoa
- Melampodium
- Melanodendron
- Melanoseris
- Melanthera
- Merrittia
- Mesanthophora
- Mesogramma
- Metalasia
- Mexerion
- Mexianthus
- Micractis
- Microcephala
- Microglossa
- Microgyne
- Microliabum
- Micropsis
- Micropus
- Microseris
- Microspermum
- Mikania
- Mikaniopsis
- Milleria
- Millotia
- Minasia
- Minuria
- Miricacalia
- Misbrookea
- Mniodes
- Monactis
- Monarrhenus
- Monogereion
- Monolopia
- Monoptilon
- Monosis
- Montanoa
- Monticalia
- Moonia
- Moquinia
- Moquiniastrum
- Morithamnus
- Moscharia
- Msuata
- Mtonia
- Munnozia
- Munzothamnus
- Muschleria
- Mutisia
- Myanmaria
- Myopordon
- Myriactis
- Myriocephalus
- Myripnois
- Myxopappus
- Nabalus
- Nananthea
- Nannoglottis
- Nardophyllum
- Narvalina
- Nassauvia
- Neblinaea
- Neja
- Nelsonianthus
- Nemosenecio
- Neobrachyactis
- Neocabreria
- Neocuatrecasia
- Neojeffreya
- Neomirandea
- Neopallasia
- Neotysonia
- Nesampelos
- Nesomia
- Nestlera
- Nestotus
- Neurolaena
- Neurolakis
- Nicolasia
- Nicolletia
- Nidorella
- Nipponanthemum
- Nivellea
- Nolletia
- Nordenstamia
- Nothobaccharis
- Nothoschkuhria
- Nothovernonia
- Noticastrum
- Notobasis
- Notopappus
- Notoseris
- Nouelia
- Novaguinea
- Novenia
- Oblivia
- Ochrocephala
- Oclemena
- Odixia
- Odontocline
- Oedera
- Okia
- Oldenburgia
- Oldfeltia
- Olearia
- Olgaea
- Oligactis
- Oliganthes
- Oligochaeta
- Oligothrix
- Omphalopappus
- Oncosiphon
- Ondetia
- Onopordum
- Onoseris
- Oocephala
- Oonopsis
- Oparanthus
- Ophryosporus
- Opisthopappus
- Orbivestus
- Oreochrysum
- Oreoleysera
- Oreostemma
- Oresbia
- Oriastrum
- Oritrophium
- Orochaenactis
- Orthopappus
- Ortizacalia
- Osbertia
- Osmadenia
- Osmiopsis
- Osmitopsis
- Osteospermum
- Oteiza
- Othonna
- Otopappus
- Otospermum
- Oxycarpha
- Oxylaena
- Oxylobus
- Oxypappus
- Oxyphyllum
- Oyedaea
- Ozothamnus
- Pachylaena
- Pachystegia
- Pacifigeron
- Packera
- Pacourina
- Paenula
- Palafoxia
- Pallenis
- Pamphalea
- Paneroa
- Pappobolus
- Pappochroma
- Papuacalia
- Paquirea
- Paracalia
- Parafaujasia
- Paragynoxys
- Paramiflos
- Paranephelius
- Parantennaria
- Parapiqueria
- Parapolydora
- Paraprenanthes
- Parasenecio
- Parastrephia
- Parthenice
- Parthenium
- Pasaccardoa
- Pascalia
- Paurolepis
- Pechuel-loeschea
- Pectis
- Pegolettia
- Pelucha
- Pembertonia
- Pentacalia
- Pentachaeta
- Pentalepis
- Pentanema
- Pentatrichia
- Pentzia
- Perdicium
- Perezia
- Pericallis
- Pericome
- Peripleura
- Perityle
- Perralderia
- Pertya
- Perymeniopsis
- Perymenium
- Petalacte
- Petasites
- Peteravenia
- Petradoria
- Petrobium
- Peucephyllum
- Phacellothrix
- Phaenocoma
- Phagnalon
- Phalacrachaena
- Phalacraea
- Phalacrocarpum
- Phalacroseris
- Phaneroglossa
- Phania
- Philactis
- Philoglossa
- Philyrophyllum
- Phitosia
- Phoebanthus
- Phyllocephalum
- Phymaspermum
- Picnomon
- Picradeniopsis
- Picris
- Picrosia
- Picrothamnus
- Pilbara
- Pilosella
- Piloselloides
- Pinaropappus
- Pinillosia
- Piora
- Pippenalia
- Piptocarpha
- Piptocoma
- Piptolepis
- Piqueria
- Piqueriella
- Pithocarpa
- Pittocaulon
- Pityopsis
- Pladaroxylon
- Plagiobasis
- Plagiocheilus
- Plagiolophus
- Plagius
- Planaltoa
- Planea
- Plateilema
- Platycarpha
- Platycarphella
- Platypodanthera
- Platyschkuhria
- Plazia
- Plecostachys
- Plectocephalus
- Pleiacanthus
- Pleiotaxis
- Pleocarphus
- Pleurocarpaea
- Pleurocoronis
- Pleuropappus
- Pleurophyllum
- Pluchea
- Podachaenium
- Podanthus
- Podocoma
- Podolepis
- Podospermum
- Podotheca
- Poecilolepis
- Pogonolepis
- Pojarkovia
- Poljakanthema
- Poljakovia
- Polyachyrus
- Polyanthina
- Polyarrhena
- Polycalymma
- Polydora
- Polymnia
- Polytaxis
- Porophyllum
- Porphyrostemma
- Praxeliopsis
- Praxelis
- Prenanthes
- Prestelia
- Printzia
- Prolobus
- Prolongoa
- Proteopsis
- Proustia
- Psacaliopsis
- Psacalium
- Psathyrotes
- Psathyrotopsis
- Psednotrichia
- Psephellus
- Pseudelephantopus
- Pseudobaccharis
- Pseudobahia
- Pseudoblepharispermum
- Pseudobrickellia
- Pseudoclappia
- Pseudoglossanthis
- Pseudognaphalium
- Pseudogynoxys
- Pseudohandelia
- Pseudonoseris
- Pseudopiptocarpha
- Pseudostifftia
- Psiadia
- Psiadiella
- Psilactis
- Psilocarphus
- Psilostrophe
- Psychrogeton
- Psychrophyton
- Pterachaenia
- Pterocaulon
- Pterochaeta
- Pteronia
- Pterothrix
- Pterygopappus
- Ptilostemon
- Pulicaria
- Pulicarioidea
- Pycnosorus
- Pyrrhopappus
- Pyrrocoma
- Pytinicarpa
- Quadribractea
- Quechualia
- Quelchia
- Quinetia
- Quinqueremulus
- Rachelia
- Radlkoferotoma
- Rafinesquia
- Raillardella
- Rainiera
- Raoulia
- Raouliopsis
- Rastrophyllum
- Ratibida
- Raulinoreitzia
- Rayjacksonia
- Reichardia
- Relhania
- Remya
- Rensonia
- Rhagadiolus
- Rhamphogyne
- Rhanteriopsis
- Rhanterium
- Rhantherium
- Rhaponticoides
- Rhaponticum
- Rhetinocarpha
- Rhetinolepis
- Rhinactinidia
- Rhodanthe
- Rhodanthemum
- Rhynchopsidium
- Richterago
- Richteria
- Riencourtia
- Rigiopappus
- Robinsonecio
- Robinsonia
- Rochonia
- Roebuckiella
- Rojasianthe
- Rolandra
- Roldana
- Roodebergia
- Rosenia
- Rothmaleria
- Rudbeckia
- Rugelia
- Ruilopezia
- Rumfordia
- Russowia
- Rutidosis
- Sabazia
- Sachsia
- Salcedoa
- Salmea
- Sampera
- Santolina
- Santosia
- Sanvitalia
- Sarcanthemum
- Sartwellia
- Saussurea
- Scabrethia
- Scalesia
- Scherya
- Schischkinia
- Schistocarpha
- Schistostephium
- Schizogyne
- Schizoptera
- Schizotrichia
- Schkuhria
- Schlagintweitia
- Schlechtendalia
- Schoenia
- Sciadocephala
- Sclerocarpus
- Sclerolepis
- Sclerorhachis
- Scolymus
- Scorzonera
- Scorzoneroides
- Scrobicaria
- Selloa
- Semiria
- Senecio
- Sericocarpus
- Seriphidium
- Serratula
- Shafera
- Shangwua
- Sheareria
- Shinnersia
- Shinnersoseris
- Siapaea
- Sidneya
- Siebera
- Sigesbeckia
- Siloxerus
- Silphium
- Silybum
- Simsia
- Sinacalia
- Sinclairia
- Sinosenecio
- Smallanthus
- Soaresia
- Solanecio
- Solenogyne
- Solidago
- Soliva
- Sommerfeltia
- Sonchella
- Sonchus
- Sondottia
- Soroseris
- Spaniopappus
- Sparganophorus
- Sphaeranthus
- Sphaereupatorium
- Sphaeromorphaea
- Sphagneticola
- Spilanthes
- Spiracantha
- Spiroseris
- Squamopappus
- Stachycephalum
- Staehelina
- Standleyanthus
- Staurochlamys
- Steiractinia
- Steirodiscus
- Stenachaenium
- Stenocarpha
- Stenocephalum
- Stenocline
- Stenopadus
- Stenops
- Stenotus
- Stephanbeckia
- Stephanodoria
- Stephanomeria
- Stevia
- Steviopsis
- Steyermarkina
- Stifftia
- Stilpnogyne
- Stilpnolepis
- Stilpnopappus
- Stizolophus
- Stoebe
- Stokesia
- Stomatanthes
- Stomatochaeta
- Stramentopappus
- Streptoglossa
- Strobocalyx
- Strotheria
- Stuartina
- Stuckertiella
- Stylocline
- Stylotrichium
- Symphyllocarpus
- Symphyopappus
- Symphyotrichum
- Syncalathium
- Syncarpha
- Syncephalum
- Syncretocarpus
- Synedrella
- Synedrellopsis
- Syneilesis
- Synotis
- Syntrichopappus
- Synurus
- Syreitschikovia
- Tagetes
- Takhtajaniantha
- Talamancalia
- Tamananthus
- Tamania
- Tamaulipa
- Tanacetopsis
- Tanacetum
- Taplinia
- Taraxacum
- Tarchonanthus
- Tarlmounia
- Tehuana
- Teixeiranthus
- Telanthophora
- Telekia
- Telmatophila
- Tenrhynea
- Tephroseris
- Tessaria
- Tetrachyron
- Tetradymia
- Tetragonotheca
- Tetramolopium
- Tetraneuris
- Tetranthus
- Tetraperone
- Thaminophyllum
- Thelesperma
- Thespidium
- Thespis
- Thevenotia
- Thiseltonia
- Thurovia
- Thymophylla
- Thymopsis
- Tietkensia
- Tilesia
- Tithonia
- Toiyabea
- Tolpis
- Tomentaurum
- Tonestus
- Tourneuxia
- Townsendia
- Tracyina
- Tragopogon
- Traversia
- Trepadonia
- Trichanthemis
- Trichanthodium
- Trichocline
- Trichocoronis
- Trichocoryne
- Trichogonia
- Trichogoniopsis
- Trichogyne
- Tricholepis
- Trichoptilium
- Trichospira
- Tridactylina
- Tridax
- Trigonopterum
- Trigonospermum
- Triniteurybia
- Trioncinia
- Tripleurospermum
- Triplocephalum
- Tripolium
- Triptilion
- Triptilodiscus
- Trixis
- Troglophyton
- Tuberculocarpus
- Tuberostylis
- Tugarinovia
- Turanecio
- Turczaninovia
- Tussilago
- Tuxtla
- Tyleropappus
- Tyrimnus
- Tzvelevopyrethrum
- Uechtritzia
- Ugamia
- Uleophytum
- Uniyala
- Unxia
- Urbinella
- Urmenetia
- Urolepis
- Urospermum
- Urostemon
- Ursinia
- Varilla
- Varthemia
- Vellereophyton
- Venegasia
- Verbesina
- Vernonanthura
- Vernonella
- Vernonia
- Vernoniastrum
- Vernoniopsis
- Vieraea
- Vigethia
- Viguiera
- Villanova
- Villasenoria
- Vinicia
- Vittadinia
- Vittetia
- Volutaria
- Waitzia
- Wamalchitamia
- Warionia
- Wedelia
- Welwitschiella
- Werneria
- Westoniella
- Wilkesia
- Willemetia
- Wollastonia
- Wunderlichia
- Wyethia
- Xanthisma
- Xanthium
- Xanthocephalum
- Xanthopappus
- Xenophyllum
- Xeranthemum
- Xerochrysum
- Xiphochaeta
- Xylanthemum
- Xylorhiza
- Yariguianthus
- Yermo
- Youngia
- Zaluzania
- Zandera
- Zemisia
- Zexmenia
- Zinnia
- Zoegea
- Zyrphelis
- Zyzyura
- Zyzyxia

## SelonNCBI(22 mai 2010)[3]

### Sous-familleAsteroideae
tribu Anthemideae
- Aaronsohnia
- Achillea
- Adenanthellum
- Adenoglossa
- Ajania
- Allardia
- Anacyclus
- Anthemis
- Argyranthemum
- Artemisia
- Artemisiella
- Asaemia
- Athanasia
- Brachanthemum
- Castrilanthemum
- Chamaemelum
- Chlamydophora
- Chrysanthemum
- Chrysanthoglossum
- Cladanthus
- Coleostephus
- Cota
- Cotula
- Crossostephium
- Cymbopappus
- Daveaua
- Dichrocephala
- Elachanthemum
- Endopappus
- Eriocephalus
- Eumorphia
- Filifolium
- Foveolina
- Glebionis
- Glossopappus
- Gonospermum
- Gymnopentzia
- Handelia
- Heliocauta
- Heteranthemis
- Heteromera
- Hilliardia
- Hippia
- Hippolytia
- Hulteniella
- Hymenolepis
- Hymenostemma
- Inezia
- Inulanthera
- Ismelia
- Kaschgaria
- Lasiospermum
- Lepidolopha
- Lepidolopsis
- Lepidophorum
- Leptinella
- Leucanthemella
- Leucanthemopsis
- Leucanthemum
- Leucocyclus
- Leucoptera
- Lidbeckia
- Lonas
- Lugoa
- Marasmodes
- Matricaria
- Mauranthemum
- Mausolea
- Mecomischus
- Microcephala
- Myxopappus
- Nananthea
- Neopallasia
- Nipponanthemum
- Nivellea
- Oncosiphon
- Opisthopappus
- Osmitopsis
- Otanthus
- Otospermum
- Pentzia
- Phaeostigma
- Phalacrocarpum
- Phymaspermum
- Picrothamnus
- Plagius
- Prolongoa
- Pseudohandelia
- Rennera
- Rhetinolepis
- Rhodanthemum
- Richteria
- Santolina
- Schistostephium
- Sclerorhachis
- Seriphidium
- Soliva
- Sphaeromeria
- Stilpnolepis
- Tanacetopsis
- Tanacetum
- Thaminophyllum
- Trichanthemis
- Tridactylina
- Tripleurospermum
- Turaniphytum
- Ursinia
- Xylanthemum

tribu Astereae
- Acamptopappus
- Achnophora
- Almutaster
- Amellus
- Ampelaster
- Amphiachyris
- Amphipappus
- Aphanostephus
- Apopyros
- Archibaccharis
- Arida
- Aster
- Asteropsis
- Astranthium
- Aztecaster
- Baccharis
- Batopilasia
- Bellis
- Bellium
- Benitoa
- Bigelowia
- Blakiella
- Boltonia
- Brachyscome
- Brintonia
- Callistephus
- Calotis
- Camptacra
- Canadanthus
- Celmisia
- Chaetopappa
- Chiliophyllum
- Chiliotrichiopsis
- Chiliotrichum
- Chloracantha
- Chrysocoma
- Chrysoma
- Chrysopsis
- Chrysothamnus
- Columbiadoria
- Commidendrum
- Conyza
- Corethrogyne
- Crinitaria
- Croptilon
- Cuniculotinus
- Damnamenia
- Darwiniothamnus
- Dichaetophora
- Dieteria
- Diplostephium
- Doellingeria
- Eastwoodia
- Egletes
- Elachanthus
- Ericameria
- Erigeron
- Erodiophyllum
- Eucephalus
- Eurybia
- Euthamia
- Felicia
- Floscaldasia
- Formania
- Galatella
- Geissolepis
- Grangea
- Grindelia
- Gundlachia
- Gutierrezia
- Guynesomia
- Gymnosperma
- Haplopappus
- Hazardia
- Herrickia
- Heteropappus
- Heterothalamus
- Heterotheca
- Hinterhubera
- Hysterionica
- Inulopsis
- Ionactis
- Isocoma
- Kalimeris
- Keysseria
- Kippistia
- Laennecia
- Laestadia
- Lagenophora
- Lepidophyllum
- Lessingia
- Llerasia
- Lorandersonia
- Machaeranthera
- Madagaster
- Mairia
- Melanodendron
- Microgyne
- Minuria
- Monoptilon
- Myriactis
- Nannoglottis
- Nardophyllum
- Neja
- Nestotus
- Nidorella
- Nolletia
- Noticastrum
- Novenia
- Olearia
- Oonopsis
- Oreochrysum
- Oreostemma
- Oritrophium
- Pachystegia
- Parastrephia
- Pentachaeta
- Peripleura
- Petradoria
- Pityopsis
- Plagiocheilus
- Pleurophyllum
- Podocoma
- Poecilolepis
- Polyarrhena
- Printzia
- Psiadia
- Psilactis
- Pteronia
- Pyrrocoma
- Rayjacksonia
- Remya
- Rhynchospermum
- Rigiopappus
- Sericocarpus
- Sheareria
- Solenogyne
- Solidago
- Sommerfeltia
- Stenotus
- Symphyotrichum
- Tetramolopium
- Thurovia
- Toiyabea
- Tonestus
- Townsendia
- Tracyina
- Triniteurybia
- Tripolium
- Vittadinia
- Welwitschiella
- Westoniella
- Xanthisma
- Xanthocephalum
- Xylorhiza
- Xylothamia
- Zyrphelis

tribu Athroismeae
- Anisopappus
- Athroisma
- Blepharispermum
- Centipeda

tribu Bahieae
- Achyropappus
- Amauriopsis
- Bahia
- Bartlettia
- Chaetymenia
- Chamaechaenactis
- Espejoa
- Florestina
- Hymenopappus
- Hymenothrix
- Hypericophyllum
- Loxothysanus
- Palafoxia
- Peucephyllum
- Picradeniopsis
- Platyschkuhria
- Psathyrotopsis
- Schkuhria
- Thymopsis

tribu Calenduleae
- Calendula
- Chrysanthemoides
- Dimorphotheca
- Garuleum
- Gibbaria
- Osteospermum
- Tripteris

tribu Chaenactideae
- Chaenactis
- Dimeresia
- Orochaenactis

tribu Coreopsideae
- Bidens
- Chrysanthellum
- Coreocarpus
- Coreopsis
- Cosmos
- Dahlia
- Dicranocarpus
- Ericentrodea
- Fitchia
- Glossogyne
- Goldmanella
- Henricksonia
- Heterosperma
- Isostigma
- Megalodonta
- Narvalina
- Oparanthus
- Petrobium
- Selleophytum
- Thelesperma

tribu Doroniceae
- Doronicum

tribu Eupatorieae
- Ageratina
- Ageratum
- Austroeupatorium
- Brickellia
- Campuloclinium
- Carphephorus
- Carphochaete
- Chromolaena
- Conoclinium
- Critonia
- Cronquistia
- Eupatorium
- Eutrochium
- Fleischmannia
- Hofmeisteria
- Koanophyllon
- Liatris
- Mikania
- Paneroa
- Piqueria
- Praxelis
- Revealia
- Stevia
- Stomatanthes
- Tamaulipa
- Trilisa

tribu Gnaphalieae
- Acanthocladium
- Acomis
- Actinobole
- Ammobium
- Amphiglossa
- Anaphalioides
- Anaphalis
- Anaxeton
- Anderbergia
- Anemocarpa
- Angianthus
- Anisothrix
- Antennaria
- Apalochlamys
- Argentipallium
- Argyroglottis
- Argyrotegium
- Arrowsmithia
- Asteridea
- Athrixia
- Basedowia
- Bellida
- Blennospora
- Bracteantha
- Bryomorphe
- Callilepis
- Calocephalus
- Calomeria
- Cassinia
- Cephalipterum
- Cephalosorus
- Chionolaena
- Chondropyxis
- Chrysocephalum
- Chthonocephalus
- Craspedia
- Cratystylis
- Decazesia
- Dielitzia
- Disparago
- Dithyrostegia
- Dolichothrix
- Edmondia
- Elytropappus
- Epaltes
- Eriochlamys
- Erymophyllum
- Euchiton
- Ewartia
- Feldstonia
- Filago
- Fitzwillia
- Gamochaeta
- Gilberta
- Gilruthia
- Gnaphalium
- Gnephosis
- Gratwickia
- Haeckeria
- Haegiela
- Haptotrichion
- Helichrysum
- Hyalochlamys
- Hyalosperma
- Ifloga
- Isoetopsis
- Ixiolaena
- Ixodia
- Lachnospermum
- Langebergia
- Lasiopogon
- Lawrencella
- Lemooria
- Leontopodium
- Leptorhynchos
- Leucochrysum
- Leucogenes
- Leucogenes × Raoulia
- Leucophyta
- Leysera
- Logfia
- Lucilia
- Metalasia
- Millotia
- Myriocephalus
- Neotysonia
- Odixia
- Oedera
- Oreoleysera
- Ozothamnus
- Parantennaria
- Pentatrichia
- Petalacte
- Phaenocoma
- Pithocarpa
- Plecostachys
- Pleuropappus
- Podolepis
- Podotheca
- Pogonolepis
- Polycalymma
- Pseudognaphalium
- Pterochaeta
- Pterygopappus
- Pycnosorus
- Quinetia
- Quinqueremulus
- Rachelia
- Raoulia
- Relhania
- Rhodanthe
- Rhynchopsidium
- Rosenia
- Rutidosis
- Schoenia
- Scyphocoronis
- Siloxerus
- Sinoleontopodium
- Sondottia
- Stoebe
- Stuartina
- Syncarpha
- Taplinia
- Tenrhynea
- Thiseltonia
- Tietkensia
- Toxanthes
- Trichanthodium
- Trichogyne
- Triptilodiscus
- Troglophyton
- Vellereophyton
- Waitzia
- Xerochrysum

tribu Helenieae
- Amblyolepis
- Baileya
- Balduina
- Gaillardia
- Helenium
- Hymenoxys
- Marshallia
- Pelucha
- Plateilema
- Psathyrotes
- Psilostrophe
- Tetraneuris
- Trichoptilium

tribu Heliantheae
- Acanthospermum
- Acmella
- Agnorhiza
- Alvordia
- Ambrosia
- Angelphytum
- Bahiopsis
- Balsamorhiza
- Baltimora
- Berlandiera
- Blainvillea
- Borrichia
- Calanticaria
- Calyptocarpus
- Chromolepis
- Chrysogonum
- Clibadium
- Damnxanthodium
- Delilia
- Dimerostemma
- Dracopis
- Dugesia
- Echinacea
- Eclipta
- Elaphandra
- Encelia
- Enceliopsis
- Engelmannia
- Flourensia
- Geraea
- Helianthella
- Helianthus
- Heliomeris
- Heliopsis
- Hidalgoa
- Hymenostephium
- Idiopappus
- Iva
- Jefea
- Kingianthus
- Lagascea
- Lasianthaea
- Lindheimera
- Lipochaeta
- Lundellianthus
- Melanthera
- Monactis
- Montanoa
- Oblivia
- Otopappus
- Oyedaea
- Parthenium
- Perymeniopsis
- Perymenium
- Philactis
- Phoebanthus
- Podachaenium
- Podanthus
- Ratibida
- Rensonia
- Riencourtia
- Rojasianthe
- Rudbeckia
- Salmea
- Sanvitalia
- Scabrethia
- Scalesia
- Schizoptera
- Sclerocarpus
- Silphium
- Simsia
- Sphagneticola
- Spilanthes
- Squamopappus
- Steiractinia
- Synedrella
- Tetrachyron
- Tetranthus
- Tilesia
- Tithonia
- Trichocoryne
- Trigonopterum
- Verbesina
- Vigethia
- Viguiera
- Wamalchitamia
- Wedelia
- Wollastonia
- Wyethia
- Xanthium
- Zaluzania
- Zexmenia
- Zinnia

tribu Inuleae
- Allagopappus
- Amblyocarpum
- Antiphiona
- Anvillea
- Asteriscus
- Blumea
- Blumeopsis
- Buphthalmum
- Caesulia
- Calostephane
- Carpesium
- Chiliadenus
- Chrysophthalmum
- Coleocoma
- Dittrichia
- Doellia
- Duhaldea
- Geigeria
- Inula
- Iphiona
- Iphionopsis
- Jasonia
- Karelinia
- Laggera
- Lifago
- Limbarda
- Merrittia
- Mollera
- Nanothamnus
- Ondetia
- Pallenis
- Pechuel-loeschea
- Pegolettia
- Pentanema
- Perralderia
- Pseudoconyza
- Pulicaria
- Rhanteriopsis
- Rhanterium
- Schizogyne
- Stenachaenium
- Telekia
- Tessaria
- Varthemia
- Vieraea
- Xerolekia
- Zoutpansbergia

tribu Madieae
- Achyrachaena
- Adenothamnus
- Amblyopappus
- Anisocarpus
- Argyroxiphium
- Arnica
- Baeriopsis
- Blepharipappus
- Blepharizonia
- Calycadenia
- Carlquistia
- Centromadia
- Constancea
- Deinandra
- Dubautia
- Eatonella
- Eriophyllum
- Guardiola
- Harmonia
- Hemizonella
- Hemizonia
- Holocarpha
- Holozonia
- Hulsea
- Kyhosia
- Lagophylla
- Lasthenia
- Layia
- Madia
- Monolopia
- Osmadenia
- Pseudobahia
- Raillardella
- Syntrichopappus
- Venegasia
- Wilkesia

tribu Millerieae
- Alepidocline
- Alloispermum
- Aphanactis
- Axiniphyllum
- Bebbia
- Carramboa
- Coespeletia
- Cymophora
- Desmanthodium
- Dyscritothamnus
- Espeletia
- Espeletiopsis
- Galinsoga
- Guizotia
- Ichthyothere
- Jaegeria
- Lecocarpus
- Libanothamnus
- Melampodium
- Milleria
- Oteiza
- Paramiflos
- Ruilopezia
- Rumfordia
- Sigesbeckia
- Smallanthus
- Tamania
- Tetragonotheca
- Tridax
- Trigonospermum

tribu Neurolaeneae
- Calea
- Enydra
- Greenmaniella
- Neurolaena

tribu Perityleae
- Amauria
- Eutetras
- Galeana
- Pericome
- Perityle
- Villanova

tribu Plucheeae
- Cylindrocline
- Pluchea
- Porphyrostemma
- Pterocaulon
- Rhodogeron
- Sachsia
- Sphaeranthus
- Streptoglossa

tribu Polymnieae
- Polymnia

tribu Senecioneae
- Abrotanella
- Acrisione
- Adenostyles
- Aequatorium
- Aetheolaena
- Antillanthus
- Arnoglossum
- Arrhenechthites
- Austrosynotis
- Barkleyanthus
- Bedfordia
- Bethencourtia
- Blennosperma
- Bolandia
- Brachyglottis
- Cacaliopsis
- Capelio
- Caucasalia
- Charadranaetes
- Chersodoma
- Cineraria
- Cissampelopsis
- Crassocephalum
- Cremanthodium
- Crocidium
- Culcitium
- Curio
- Dauresia
- Delairea
- Dendrocacalia
- Dendrophorbium
- Dendrosenecio
- Dolichoglottis
- Dolichorrhiza
- Dorobaea
- Ekmaniopappus
- Elekmania
- Emilia
- Endocellion
- Erechtites
- Eriothrix
- Euryops
- Farfugium
- Faujasia
- Garcibarrigoa
- Graphistylis
- Gymnodiscus
- Gynoxys
- Gynura
- Haastia
- Hasteola
- Herodotia
- Hertia
- Homogyne
- Hubertia
- Iocenes
- Iranecio
- Ischnea
- Jacobaea
- Jessea
- Kleinia
- Lasiocephalus
- Leonis
- Lepidospartum
- Ligularia
- Ligulariopsis
- Lopholaena
- Lordhowea
- Luina
- Lundinia
- Mattfeldia
- Miricacalia
- Misbrookea
- Monticalia
- Nemosenecio
- Nesampelos
- Nordenstamia
- Oldfeltia
- Oresbia
- Othonna
- Packera
- Papuacalia
- Paragynoxys
- Parasenecio
- Pentacalia
- Pericallis
- Petasites
- Phaneroglossa
- Pittocaulon
- Pojarkovia
- Psacalium
- Pseudogynoxys
- Rainiera
- Robinsonecio
- Robinsonia
- Roldana
- Scrobicaria
- Senecio
- Sinacalia
- Sinosenecio
- Solanecio
- Steirodiscus
- Stilpnogyne
- Syneilesis
- Synotis
- Talamancalia
- Telanthophora
- Tephroseris
- Tetradymia
- Traversia
- Tussilago
- Werneria
- Xenophyllum
- Zemisia

tribu Tageteae
- Adenopappus
- Adenophyllum
- Arnicastrum
- Bajacalia
- Boeberastrum
- Boeberoides
- Chrysactinia
- Clappia
- Comaclinium
- Coulterella
- Dysodiopsis
- Dyssodia
- Flaveria
- Gymnolaena
- Haploesthes
- Harnackia
- Hydrodyssodia
- Hydropectis
- Jamesianthus
- Jaumea
- Lescaillea
- Leucactinia
- Nicolletia
- Oxypappus
- Pectis
- Porophyllum
- Pseudoclappia
- Sartwellia
- Schizotrichia
- Strotheria
- Tagetes
- Thymophylla
- Urbinella
- Varilla
- Vilobia

### Sous-familleBarnadesioideae
- Arnaldoa
- Barnadesia
- Chuquiraga
- Dasyphyllum
- Doniophyton
- Duseniella
- Fulcaldea
- Huarpea
- Schlechtendalia

### Sous-familleCarduoideae
tribu Cardueae
sous-tribu Cardopatiinae
- Cardopatium

sous-tribu Carduinae
- Alfredia
- Amphoricarpos
- Ancathia
- Arctium
- Berardia
- Carduus
- Cephanonoplos
- Chardinia
- Cirsium
- Cnicus
- Cousinia
- Cousiniopsis
- Cynara
- Diplazoptilon
- Dipterocome
- Dolomiaea
- Frolovia
- Galactites
- Hemistepta
- Himalaiella
- Hyalochaete
- Hypacanthium
- Jurinea
- Jurinella
- Lamyropappus
- Lamyropsis
- Lipschitziella
- Notobasis
- Olgaea
- Onopordum
- Outreya
- Picnomon
- Polytaxis
- Ptilostemon
- Saussurea
- Schmalhausenia
- Siebera
- Silybum
- Staehelina
- Synurus
- Syreitschikovia
- Tiarocarpus
- Tyrimnus
- Xanthopappus
- Xeranthemum

sous-tribu Carlininae
- Atractylis
- Atractylodes
- Carlina
- Thevenotia
- Tugarinovia

sous-tribu Centaureinae
- Acroptilon
- Aegialophila
- Aetheopappus
- Amberboa
- Archiserratula
- Callicephalus
- Carduncellus
- Carthamus
- Centaurea
- Centaurothamnus
- Cheirolophus
- Colymbada
- Crocodylium
- Crupina
- Femeniasia
- Hyalea
- Karvandarina
- Klasea
- Klaseopsis
- Leuzea
- Mantisalca
- Myopordon
- Ochrocephala
- Oligochaeta
- Phonus
- Plagiobasis
- Plectocephalus
- Psephellus
- Rhaponticoides
- Rhaponticum
- Russowia
- Schischkinia
- Serratula
- Stemmacantha
- Stephanochilus
- Stizolophus
- Tricholepis
- Volutaria
- Zoegea

sous-tribu Echinopsinae
- Acantholepis
- Echinops

tribu Dicomeae
- Dicoma
- Macledium
- Pasaccardoa

tribu Oldenburgieae
- Oldenburgia

tribu Tarchonantheae
- Brachylaena
- Tarchonanthus

### sous-familleCichorioideae
tribu Arctotideae
sous-tribu Arctotidinae
- Arctotheca
- Arctotis
- Cymbonotus
- Dymondia
- Haplocarpha

sous-tribu Gorteriinae
- Berkheya
- Berkheyopsis
- Cullumia
- Cuspidia
- Didelta
- Gazania
- Gorteria
- Heterorhachis
- Hirpicium

tribu Cichorieae
sous-tribu Chondrillinae
- Chondrilla
- Phitosia
- Willemetia

sous-tribu Cichoriinae
- Arnoseris
- Cichorium
- Erythroseris
- Phalacroseris
- Tolpis

sous-tribu Crepidinae
- Askellia
- Crepidiastrixeris
- Crepidiastrum
- Crepis
- Garhadiolus
- Heteracia
- Ixeridium
- Ixeris
- Lapsana
- Paraixeris
- Rhagadiolus
- Soroseris
- Taraxacum

unclassified Taraxacum
- Youngia

sous-tribu Hieraciinae
- Andryala
- Hieracium
- Hispidella
- Pilosella

sous-tribu Hyoseridinae
- Actites
- Aetheorhiza
- Aposeris
- Babcockia
- Chrysoprenanthes
- Dendroseris
- Embergeria
- Hyoseris
- Kirkianella
- Lactucosonchus
- Launaea
- Reichardia
- Sonchus
- Sventenia
- Taeckholmia

sous-tribu Hypochaeridinae
- Hedypnois
- Helminthotheca
- Hypochaeris
  - Leontodon
  - Picris
  - Prenanthes
  - Scorzoneroides
  - Urospermum

sous-tribu Lactucinae
- Cephalorrhynchus
- Chaetoseris
- Cicerbita
- Lactuca
- Mulgedium
- Mycelis
- Notoseris
- Paraprenanthes
- Pterocypsela
- Stenoseris

sous-tribu Microseridinae
- Agoseris
- Anisocoma
- Atrichoseris
- Calycoseris
- Chaetadelpha
- Glyptopleura
- Krigia
- Lygodesmia
- Malacothrix
- Marshalljohnstonia
- Microseris
- Munzothamnus
- Nothocalais
- Picrosia
- Pinaropappus
- Pleiacanthus
- Prenanthella
- Pyrrhopappus
- Rafinesquia
- Shinnersoseris
- Stebbinsoseris
- Stephanomeria
- Uropappus

sous-tribu Scolyminae
- Catananche
- Hymenonema
- Scolymus

sous-tribu Scorzonerinae
- Epilasia
- Geropogon
- Koelpinia
- Lasiospora
- Podospermum
- Pterachaenia
- Scorzonera
- Takhtajaniantha
- Tourneuxia
- Tragopogon
- Steptorhamphus

sous-tribu Warioniinae
- Warionia

tribu Eremothamneae
- Eremothamnus
- Hoplophyllum

tribu Gundelieae
- Gundelia

tribu Liabeae
- Cacosmia
- Chionopappus
- Chrysactinium
- Dillandia
- Erato
- Liabum
- Munnozia
- Oligactis
- Paranephelius
- Philoglossa
- Pseudonoseris
- Sinclairia

tribu Platycarpheae
- Platycarphella

tribu Vernonieae
sous-tribu Centrapalinae
- Cabobanthus
- Centauropsis
- Centrapalus
- Hilliardiella

sous-tribu Centratherinae
- Centratherum

sous-tribu Chrestinae
- Chresta

sous-tribu Dipterocypselinae
- Heterocypsela

sous-tribu Distephaninae
- Distephanus

sous-tribu Elephantopinae
- Elephantopus

sous-tribu Erlangeinae
- Bothriocline
- Brachythrix
- Cyanthillium
- Ethulia
- Gutenbergia
- Muschleria
- Orbivestus
- Parapolydora
- Vernoniastrum

sous-tribu Gymnantheminae
- Gymnanthemum

sous-tribu Hesperomanniinae
- Hesperomannia

sous-tribu Leiboldiinae
- Lepidonia
- Stramentopappus

sous-tribu Lepidaploinae
- Chrysolaena
- Lepidaploa
- Lessingianthus

sous-tribu Linziinae
- Baccharoides
- Linzia

sous-tribu Lychnophorinae
- Eremanthus
- Lychnophora

sous-tribu Piptocarphinae
- Critoniopsis
- Piptocarpha

sous-tribu Sipolisiinae
- Sipolisia

sous-tribu Stokesiinae
- Stokesia

sous-tribu Vernoniinae
- Albertinia
- Eirmocephala
- Vernonanthura
- Vernonia

Vernonieae incertae sedis
- Eremosis
- Gorceixia
- Strobocalyx
- Tephrothamnus

Cichorioideae incertae sedis
- Heterolepis

### Sous-familleCorymbioideae
tribu Corymbieae
- Corymbium

### Sous-familleGochnatioideae
tribu Gochnatieae
- Cnicothamnus
- Cyclolepis
- Gochnatia
- Richterago

### Sous-familleGymnarrhenoideae
tribu Gymnarrheneae
- Gymnarrhena

### Sous-familleHecastocleidoideae
- Hecastocleis

### Sous-familleMutisioideae
tribu Mutisieae
- Adenocaulon
- Brachyclados
- Chaetanthera
- Chaptalia
- Gerbera
- Leibnitzia
- Mutisia
- Pachylaena
- Trichocline

tribu Nassauvieae
- Acourtia
- Ameghinoa
- Burkartia
- Calopappus
- Calorezia
- Dolichlasium
- Holocheilus
- Jungia
- Leucheria
- Lophopappus
- Moscharia
- Nassauvia
- Oxyphyllum
- Pamphalea
- Perezia
- Polyachyrus
- Proustia
- Triptilion
- Trixis

tribu Onoserideae
- Aphyllocladus
- Gypothamnium
- Lycoseris
- Onoseris
- Plazia
- Urmenetea

### Sous-famillePertyoideae
tribu Pertyeae
- Ainsliaea
- Catamixis
- Macroclinidium
- Myripnois
- Pertya

### Sous-familleStifftioideae
- Duidaea

tribu Stifftieae
- Dinoseris
- Gongylolepis
- Hyaloseris
- Stifftia

### Sous-familleWunderlichioideae
tribu Hyalideae
- Hyalis
- Ianthopappus
- Leucomeris
- Nouelia

tribu Wunderlichieae
- Chimantaea
- Stenopadus
- Stomatochaeta
- Wunderlichia

Asteraceae incertae sedis
- Feddea

## SelonDELTA Angio(22 mai 2010)[4]
Sous le nom de Compositae:
- Aaronsohnia
- Abrotanella
- Acamptopappus
- Acanthocephalus
- Acanthocladium
- Acanthodesmos
- Acantholepis
- Acanthospermum
- Acanthostyles
- Achillea
- Achnophora
- Achnopogon
- Achyrachaena
- Achyrocline
- Achyropappus
- Achyrothalamus
- Acilepidopsis
- Acilepis
- Acmella
- Acomis
- Acourtia
- Acrisione
- Acritopappus
- Acroptilon
- Actinobole
- Actinoseris
- Actites
- Adelostigma
- Adenanthellum
- Adenocaulon
- Adenocritonia
- Adenoglossa
- Adenoon
- Adenopappus
- Adenophyllum
- Adenostemma
- Adenothamnus
- Aedesia
- Aegopordon
- Aequatorium
- Aetheolaena
- Aetheorhiza
- Ageratella
- Ageratina
- Ageratinastrum
- Ageratum
- Agoseris
- Agrianthus
- Ainsliaea
- Ajania
- Ajaniopsis
- Alatoseta
- Albertinia
- Alcantara
- Alciope
- Aldama
- Alepidocline
- Alfredia
- Aliella
- Allagopappus
- Allardia
- Alloispermum
- Allopterigeron
- Almutaster
- Alomia
- Alomiella
- Alvordia
- Amauria
- Amberboa
- Amblyocarpum
- Amblyolepis
- Amblyopappus
- Amboroa
- Ambrosia
- Ameghinoa
- Amellus
- Ammobium
- Amolinia
- Ampelaster
- Amphiachyris
- Amphiglossa
- Amphipappus
- Amphoricarpos
- Anacantha
- Anacyclus
- Anaphalioides
- Anaphalis
- Anaxeton
- Ancathia
- Ancistrocarphus
- Ancistrophora
- Andryala
- Angelphytum
- Angianthus
- Anisochaeta
- Anisocoma
- Anisopappus
- Anisothrix
- Antennaria
- Anthemis
- Antillia
- Antiphiona
- Antithrixia
- Anura
- Anvillea
- Apalochlamys
- Aphanactis
- Aphanostephus
- Aphyllocladus
- Apodocephala
- Apopyros
- Aposeris
- Apostates
- Arbelaezaster
- Archibaccharis
- Arctanthemum
- Arctium
- Arctogeron
- Arctotheca
- Arctotis
- Argyranthemum
- Argyroglottis
- Argyrovernonia
- Argyroxiphium
- Aristeguietia
- Arnaldoa
- Arnica
- Arnicastrum
- Arnoglossum
- Arnoseris
- Arrhenechthites
- Arrojadocharis
- Arrowsmithia
- Artemisia
- Artemisiopsis
- Asaemia
- Asanthus
- Ascidiogyne
- Aspilia
- Asplundianthus
- Aster
- Asteridea
- Asteriscus
- Asteromoea
- Asteropsis
- Asterothamnus
- Astranthium
- Athanasia
- Athrixia
- Athroisma
- Atractylis
- Atractylodes
- Atrichantha
- Atrichoseris
- Austrobrickellia
- Austrocritonia
- Austroeupatorium
- Austrosynotis
- Axiniphyllum
- Ayapana
- Ayapanopsis
- Aylacophora
- Aynia
- Aztecaster
- Baccharidopsis
- Baccharis
- Baccharoides
- Badilloa
- Baeriopsis
- Bafutia
- Bahia
- Bahianthus
- Baileya
- Balduina
- Balsamorhiza
- Baltimora
- Barkleyanthus
- Barnadesia
- Barroetea
- Barrosoa
- Bartlettia
- Bartlettina
- Basedowia
- Bebbia
- Bedfordia
- Bejaranoa
- Bellida
- Bellis
- Bellium
- Belloa
- Berardia
- Berkheya
- Berlandiera
- Berroa
- Berylsimpsonia
- Bidens
- Bigelowia
- Bishopalea
- Bishopanthus
- Bishopiella
- Bishovia
- Blainvillea
- Blakeanthus
- Blakiella
- Blanchetia
- Blennosperma
- Blennospora
- Blepharipappus
- Blepharispermum
- Blepharizonia
- Blumea
- Blumeopsis
- Boeberastrum
- Boeberoides
- Bolanosa
- Bolocephalus
- Boltonia
- Bombycilaena
- Borkonstia
- Borrichia
- Bothriocline
- Brachanthemum
- Brachionostylum
- Brachyactis
- Brachyclados
- Brachyglottis
- Brachylaena
- Brachyscome
- Brachythrix
- Bracteantha
- Brickellia
- Brickelliastrum
- Bryomorphe
- Buphthalmum
- Burkartia
- Cabreriella
- Cacalia
- Cacaliopsis
- Cacosmia
- Cadiscus
- Caesulia
- Calea
- Calendula
- Callicephalus
- Callilepis
- Callistephus
- Calocephalus
- Calomeria
- Calostephane
- Calotesta
- Calotis
- Calycadenia
- Calycoseris
- Calyptocarpus
- Camchaya
- Campovassouria
- Camptacra
- Campuloclinium
- Canadanthus
- Cancrinia
- Cancriniella
- Cardopatium
- Carduncellus
- Carduus
- Carlina
- Carminatia
- Carpesium
- Carphephorus
- Carphochaete
- Carramboa
- Carterothamnus
- Carthamus
- Cassinia
- Castanedia
- Castrilanthemum
- Catamixis
- Catananche
- Catatia
- Cavalcantia
- Cavea
- Celmisia
- Centaurea
- Centaurodendron
- Centauropsis
- Centaurothamnus
- Centipeda
- Centratherum
- Cephalipterum
- Cephalopappus
- Cephalorrhynchus
- Cephalosorus
- Ceratogyne
- Ceruana
- Chacoa
- Chaenactis
- Chaetadelpha
- Chaetanthera
- Chaetopappa
- Chaetoseris
- Chamaechaenactis
- Chamaegeron
- Chamaemelum
- Chamaepus
- Chaptalia
- Chardinia
- Cheirolophus
- Chersodoma
- Chevreulia
- Chiliadenus
- Chiliocephalum
- Chiliophyllum
- Chiliotrichiopsis
- Chiliotrichum
- Chimantaea
- Chionolaena
- Chionopappus
- Chlamydophora
- Chloracantha
- Chondrilla
- Chondropyxis
- Chresta
- Chromolaena
- Chromolepis
- Chronopappus
- Chrysactinia
- Chrysactinium
- Chrysanthellum
- Chrysanthemoides
- Chrysanthemum
- Chrysanthoglossum
- Chrysocephalum
- Chrysocoma
- Chrysogonum
- Chrysolaena
- Chrysoma
- Chrysophthalmum
- Chrysopsis
- Chrysothamnus
- Chthonocephalus
- Chucoa
- Chuquiraga
- Cicerbita
- Ciceronia
- Cichorium
- Cineraria
- Cirsium
- Cissampelopsis
- Cladanthus
- Cladochaeta
- Clappia
- Clibadium
- Cnicothamnus
- Cnicus
- Coespeletia
- Coleocoma
- Coleostephus
- Colobanthera
- Columbiadoria
- Comaclinium
- Comborhiza
- Commidendrum
- Complaya
- Condylidium
- Condylopodium
- Conocliniopsis
- Conoclinium
- Conyza
- Coreocarpus
- Coreopsis
- Corethamnium
- Correllia
- Corymbium
- Cosmos
- Cotula
- Coulterella
- Cousinia
- Cousiniopsis
- Craspedia
- Crassocephalum
- Cratystylis
- Cremanthodium
- Crepidiastrum
- Crepis
- Critonia
- Critoniadelphus
- Critoniella
- Critoniopsis
- Crocidium
- Cronquistia
- Cronquistianthus
- Croptilon
- Crossostephium
- Crossothamnus
- Crupina
- Cuatrecasanthus
- Cuatrecasasiella
- Cuchumatanea
- Cullumia
- Cuspidia
- Cyanthillium
- Cyathocline
- Cyathomone
- Cyclolepis
- Cylindrocline
- Cymbolaena
- Cymbonotus
- Cymbopappus
- Cynara
- Cyrtocymura
- Dacryotrichia
- Dahlia
- Damnamenia
- Damnxanthodium
- Dasycondylus
- Dasyphyllum
- Daveaua
- Decachaeta
- Decastylocarpus
- Decazesia
- Delairea
- Delamerea
- Delilia
- Dendranthema
- Dendrocacalia
- Dendrophorbium
- Dendrosenecio
- Dendroseris
- Denekia
- Desmanthodium
- Dewildemania
- Diacranthera
- Dianthoseris
- Diaphractanthus
- Diaspananthus
- Dicercoclados
- Dichaetophora
- Dichrocephala
- Dichromochlamys
- Dicoma
- Dicoria
- Dicranocarpus
- Didelta
- Dielitzia
- Digitacalia
- Dimeresia
- Dimerostemma
- Dimorphocoma
- Dimorphotheca
- Dinoseris
- Diodontium
- Diplazoptilon
- Diplostephium
- Dipterocome
- Dipterocypsela
- Disparago
- Dissothrix
- Distephanus
- Disynaphia
- Dithyrostegia
- Dittrichia
- Doellingeria
- Dolichoglottis
- Dolichorrhiza
- Dolichothrix
- Dolomiaea
- Doniophyton
- Dorobaea
- Doronicum
- Dracopis
- Dresslerothamnus
- Dubautia
- Dubyaea
- Dugesia
- Duhaldea
- Duidaea
- Duseniella
- Dymondia
- Dyscritogyne
- Dyscritothamnus
- Dysodiopsis
- Dyssodia
- Eastwoodia
- Eatonella
- Echinacea
- Echinocoryne
- Echinops
- Eclipta
- Edmondia
- Egletes
- Eirmocephala
- Eitenia
- Ekmania
- Elachanthus
- Elaphandra
- Elephantopus
- Eleutheranthera
- Ellenbergia
- Elytropappus
- Embergeria
- Emilia
- Emiliella
- Encelia
- Enceliopsis
- Endocellion
- Endopappus
- Engelmannia
- Engleria
- Enydra
- Epaltes
- Epilasia
- Episcothamnus
- Epitriche
- Erato
- Erechtites
- Eremanthus
- Eremosis
- Eremothamnus
- Eriachaenium
- Ericameria
- Ericentrodea
- Erigeron
- Eriocephalus
- Eriochlamys
- Eriophyllum
- Eriothrix
- Erlangea
- Erodiophyllum
- Erymophyllum
- Eryngiophyllum
- Erythradenia
- Erythrocephalum
- Espejoa
- Espeletia
- Espeletiopsis
- Ethulia
- Eucephalus
- Euchiton
- Eumorphia
- Eupatoriastrum
- Eupatorina
- Eupatoriopsis
- Eupatorium
- Euphrosyne
- Eurybiopsis
- Eurydochus
- Euryops
- Eutetras
- Euthamia
- Evacidium
- Ewartia
- Ewartiothamnus
- Exomiocarpon
- Facelis
- Farfugium
- Faujasia
- Faxonia
- Feddea
- Feldstonia
- Felicia
- Femeniasia
- Fenixia
- Ferreyranthus
- Ferreyrella
- Filago
- Filifolium
- Fitchia
- Fitzwillia
- Flaveria
- Fleischmannia
- Fleischmanniopsis
- Florestina
- Floscaldasia
- Flosmutisia
- Flourensia
- Flyriella
- Formania
- Foveolina
- Freya
- Fulcaldea
- Gaillardia
- Galactites
- Galeana
- Galeomma
- Galinsoga
- Gamochaeta
- Gamochaetopsis
- Garberia
- Garcibarrigoa
- Garcilassa
- Gardnerina
- Garhadiolus
- Garuleum
- Gazania
- Geigeria
- Geissolepis
- Geraea
- Gerbera
- Geropogon
- Gibbaria
- Gilberta
- Gilruthia
- Gladiopappus
- Glaziovianthus
- Glossarion
- Glossocardia
- Glossopappus
- Glyptopleura
- Gnaphaliothamnus
- Gnaphalium
- Gnephosis
- Gochnatia
- Goldmanella
- Gongrostylus
- Gongylolepis
- Goniocaulon
- Gonospermum
- Gorceixia
- Gorteria
- Gossweilera
- Goyazianthus
- Grangea
- Grangeopsis
- Graphistylis
- Gratwickia
- Grauanthus
- Grazielia
- Greenmaniella
- Grindelia
- Grisebachianthus
- Grosvenoria
- Guardiola
- Guayania
- Guevaria
- Guizotia
- Gundelia
- Gundlachia
- Gutierrezia
- Gymnanthemum
- Gymnarrhena
- Gymnocondylus
- Gymnocoronis
- Gymnodiscus
- Gymnolaena
- Gymnopentzia
- Gymnosperma
- Gymnostephium
- Gynoxys
- Gynura
- Gypothamnium
- Gyptidium
- Gyptis
- Gyrodoma
- Haastia
- Haeckeria
- Haegiela
- Handelia
- Haplocarpha
- Haploesthes
- Haplopappus
- Haplostephium
- Harleya
- Harnackia
- Hartwrightia
- Hasteola
- Hatschbachiella
- Hazardia
- Hebeclinium
- Hecastocleis
- Hedypnois
- Helenium
- Helianthella
- Helianthus
- Helichrysopsis
- Helichrysum
- Heliocauta
- Heliomeris
- Heliopsis
- Helipterum
- Helminthotheca
- Helogyne
- Hemisteptia
- Hemizonia
- Henricksonia
- Heptanthus
- Herderia
- Herodotia
- Herrickia
- Hesperevax
- Hesperodoria
- Hesperomannia
- Heteracia
- Heteranthemis
- Heterocoma
- Heterocondylus
- Heterocypsela
- Heteroderis
- Heterolepis
- Heteromera
- Heteromma
- Heteropappus
- Heteroplexis
- Heterorhachis
- Heterosperma
- Heterothalamus
- Heterotheca
- Hidalgoa
- Hieracium
- Hilliardia
- Hinterhubera
- Hippia
- Hippolytia
- Hirpicium
- Hispidella
- Hochstetteria
- Hoehnephytum
- Hoffmanniella
- Hofmeisteria
- Holocarpha
- Holocheilus
- Hololeion
- Hololepis
- Holozonia
- Homognaphalium
- Homogyne
- Hoplophyllum
- Huarpea
- Hubertia
- Hughesia
- Hulsea
- Humeocline
- Hyalis
- Hyalochaete
- Hyalochlamys
- Hyaloseris
- Hyalosperma
- Hybridella
- Hydroidea
- Hydropectis
- Hymenocephalus
- Hymenoclea
- Hymenolepis
- Hymenonema
- Hymenopappus
- Hymenostemma
- Hymenothrix
- Hymenoxys
- Hyoseris
- Hypacanthium
- Hypericophyllum
- Hypochaeris
- Hysterionica
- Hystrichophora
- Ichthyothere
- Idiothamnus
- Ifloga
- Ighermia
- Iltisia
- Imeria
- Inezia
- Inula
- Inulanthera
- Inulopsis
- Iocenes
- Iodocephalus
- Iogeton
- Ionactis
- Iostephane
- Iotasperma
- Iphiona
- Iphionopsis
- Iranecio
- Irwinia
- Ischnea
- Ismelia
- Isocarpha
- Isocoma
- Isoetopsis
- Isostigma
- Iva
- Ixeridium
- Ixeris
- Ixiochlamys
- Ixiolaena
- Ixodia
- Jacmaia
- Jaegeria
- Jalcophila
- Jaliscoa
- Jamesianthus
- Jaramilloa
- Jasonia
- Jaumea
- Jefea
- Jeffreya
- Jessea
- Joseanthus
- Jungia
- Jurinea
- Jurinella
- Kalimeris
- Karelinia
- Karvandarina
- Kaschgaria
- Kaunia
- Keysseria
- Kinghamia
- Kingianthus
- Kippistia
- Kirkianella
- Kleinia
- Koanophyllon
- Koehneola
- Koelpinia
- Krigia
- Kyrsteniopsis
- Lachanodes
- Lachnophyllum
- Lachnorhiza
- Lachnospermum
- Lactacella
- Lactuca
- Lactucella
- Lactucosonchus
- Laennecia
- Laestadia
- Lagascea
- Lagedium
- Lagenithrix
- Lagenophora
- Laggera
- Lagophylla
- Lamprachaenium
- Lamprocephalus
- Lamyropappus
- Lamyropsis
- Langebergia
- Lantanopsis
- Lapsana
- Lapsanastrum
- Lasianthaea
- Lasiocephalus
- Lasiolaena
- Lasiopogon
- Lasiospermum
- Lasthenia
- Launaea
- Lawrencella
- Layia
- Lecocarpus
- Leibnitzia
- Leiboldia
- Lembertia
- Lemoorea
- Leontodon
- Leontopodium
- Lepidaploa
- Lepidesmia
- Lepidolopha
- Lepidolopsis
- Lepidonia
- Lepidophorum
- Lepidophyllum
- Lepidospartum
- Lepidostephium
- Leptinella
- Leptocarpha
- Leptoclinium
- Leptorhynchos
- Leptostelma
- Lescaillea
- Lessingia
- Lessingianthus
- Leucactinia
- Leucanthemella
- Leucanthemopsis
- Leucanthemum
- Leucheria
- Leucoblepharis
- Leucocyclus
- Leucogenes
- Leucomeris
- Leucophyta
- Leucoptera
- Leunisia
- Leuzea
- Leysera
- Liabellum
- Liabum
- Liatris
- Libanothamnus
- Lidbeckia
- Lifago
- Ligularia
- Limbarda
- Lindheimera
- Lipochaeta
- Litogyne
- Litothamnus
- Litrisa
- Llerasia
- Logfia
- Lomatozona
- Lonas
- Lopholaena
- Lophopappus
- Lordhowea
- Lorentzianthus
- Loricaria
- Lourteigia
- Loxothysanus
- Lucilia
- Luciliocline
- Lugoa
- Luina
- Lulia
- Lundellianthus
- Lycapsus
- Lychnophora
- Lycoseris
- Lygodesmia
- Machaeranthera
- Macowania
- Macrachaenium
- Macraea
- Macroclinidium
- Macropodina
- Macvaughiella
- Madagaster
- Madia
- Mairia
- Malacothrix
- Mallotopus
- Malmeanthus
- Malperia
- Mantisalca
- Marasmodes
- Marshallia
- Marshalljohnstonia
- Marticorenia
- Matricaria
- Mattfeldanthus
- Mattfeldia
- Matudina
- Mauranthemum
- Mausolea
- Mecomischus
- Megalodonta
- Melampodium
- Melanodendron
- Melanthera
- Merrittia
- Metalasia
- Metastevia
- Mexerion
- Mexianthus
- Micractis
- Microcephala
- Microglossa
- Microgynella
- Microliabum
- Micropsis
- Micropus
- Microseris
- Microspermum
- Mikania
- Mikaniopsis
- Milleria
- Millotia
- Minuria
- Miricacalia
- Miyamayomena
- Mniodes
- Monactis
- Monarrhenus
- Monogereion
- Monolopia
- Monoptilon
- Montanoa
- Monticalia
- Moonia
- Moquinia
- Morithamnus
- Moscharia
- Msuata
- Mulgedium
- Munnozia
- Munzothamnus
- Muschleria
- Mutisia
- Mycelis
- Myopordon
- Myriactis
- Myriocephalus
- Myripnois
- Myxopappus
- Nabalus
- Nananthea
- Nannoglottis
- Nanothamnus
- Nardophyllum
- Narvalina
- Nassauvia
- Nauplius
- Neblinaea
- Neja
- Nelsonianthus
- Nemosenecio
- Neocabreria
- Neocuatrecasia
- Neohintonia
- Neojeffreya
- Neomirandea
- Neomolina
- Neopallasia
- Neotysonia
- Nesomia
- Nestlera
- Neurolaena
- Neurolakis
- Nicolasia
- Nicolletia
- Nidorella
- Nikitinia
- Nipponanthemum
- Nivellea
- Nolletia
- Nothobaccharis
- Nothocalais
- Noticastrum
- Notobasis
- Notoseris
- Nouelia
- Novenia
- Oaxacania
- Oblivia
- Ochrocephala
- Oclemena
- Odixia
- Odontocline
- Oedera
- Oiospermum
- Oldenburgia
- Olearia
- Olgaea
- Oligactis
- Oliganthes
- Oligocarpus
- Oligochaeta
- Oligoneuron
- Oligothrix
- Olivaea
- Omalotheca
- Omphalopappus
- Oncosiphon
- Ondetia
- Onopordum
- Onoseris
- Oonopsis
- Oparanthus
- Ophryosporus
- Opisthopappus
- Oreochrysum
- Oreoleysera
- Oreostemma
- Oritrophium
- Orochaenactis
- Osbertia
- Osmadenia
- Osmiopsis
- Osmitopsis
- Osteospermum
- Otanthus
- Oteiza
- Othonna
- Otopappus
- Otospermum
- Outreya
- Oxycarpha
- Oxylaena
- Oxylobus
- Oxypappus
- Oxyphyllum
- Oyedaea
- Ozothamnus
- Pachylaena
- Pachystegia
- Pachythamnus
- Pacifigeron
- Packera
- Pacourina
- Palafoxia
- Paleaepappus
- Pamphalea
- Pappobolus
- Pappochroma
- Paracalia
- Parachionolaena
- Paragynoxys
- Paralychnophora
- Paranephelius
- Parantennaria
- Parapiqueria
- Paraprenanthes
- Parasenecio
- Parastrephia
- Parthenice
- Parthenium
- Pasaccardoa
- Pechuel-Loeschea
- Pectis
- Pegolettia
- Pelucha
- Pentacalia
- Pentachaeta
- Pentanema
- Pentatrichia
- Pentzia
- Perdicium
- Perezia
- Pericallis
- Pericome
- Peripleura
- Perityle
- Perralderia
- Pertya
- Perymeniopsis
- Perymenium
- Petalacte
- Petasites
- Peteravenia
- Petradoria
- Petrobium
- Peucephyllum
- Phacellothrix
- Phaenocoma
- Phaeostigma
- Phagnalon
- Phalacrachena
- Phalacraea
- Phalacrocarpum
- Phalacroseris
- Phaneroglossa
- Phanerostylis
- Phania
- Philactis
- Philoglossa
- Philyrophyllum
- Phoebanthus
- Phyllocephalum
- Phymaspermum
- Picnomon
- Picradeniopsis
- Picris
- Picrosia
- Picrothamnus
- Pilosella
- Pilostemon
- Pinaropappus
- Pingraea
- Pinillosia
- Piora
- Pippenalia
- Piptocarpha
- Piptocoma
- Piptolepis
- Piptothrix
- Piqueria
- Piqueriella
- Piqueriopsis
- Pithecoseris
- Pithocarpa
- Pittocaulon
- Pityopsis
- Pladaroxylon
- Plagiobasis
- Plagiocheilus
- Plagiolophus
- Plagius
- Planaltoa
- Planea
- Plateilema
- Platycarpha
- Platypodanthera
- Platyschkuhria
- Plazia
- Plecostachys
- Plectocephalus
- Pleiotaxis
- Pleocarphus
- Pleurocarpaea
- Pleurocoronis
- Pleurophyllum
- Pluchea
- Podachaenium
- Podanthus
- Podocoma
- Podolepis
- Podotheca
- Poecilolepis
- Pogonolepis
- Pojarkovia
- Pollalesta
- Polyachyrus
- Polyanthina
- Polyarrhena
- Polycalymma
- Polychrysum
- Polymnia
- Polytaxis
- Porophyllum
- Porphyrostemma
- Praxeliopsis
- Praxelis
- Prenanthella
- Prenanthes
- Printzia
- Prionopsis
- Prolobus
- Prolongoa
- Proteopsis
- Proustia
- Psacaliopsis
- Psacalium
- Psathyrotes
- Psathyrotopsis
- Psednotrichia
- Pseudelephantopus
- Pseudobahia
- Pseudoblepharisper
- Pseudobrickellia
- Pseudocadiscus
- Pseudoclappia
- Pseudoconyza
- Pseudognaphalium
- Pseudogynoxys
- Pseudohandelia
- Pseudojacobaea
- Pseudokyrsteniopsi
- Pseudoligandra
- Pseudonoseris
- Pseudostifftia
- Psiadia
- Psiadiella
- Psilactis
- Psilocarphus
- Psilostrophe
- Psychrogeton
- Psychrophyton
- Pterachaenia
- Pterocaulon
- Pterocypsela
- Pteronia
- Pterothrix
- Pterygopappus
- Ptilostemon
- Pulicaria
- Pycnocephalum
- Pyrrhopappus
- Pyrrocoma
- Pytinicarpa
- Quelchia
- Quinetia
- Quinqueremulus
- Radlkoferotoma
- Rafinesquia
- Raillardella
- Raillardiopsis
- Rainiera
- Raoulia
- Raouliopsis
- Rastrophyllum
- Ratibida
- Raulinoreitzia
- Rayjacksonia
- Reichardia
- Relhania
- Remya
- Rennera
- Rensonia
- Revealia
- Rhagadiolus
- Rhamphogyne
- Rhanteriopsis
- Rhanterium
- Rhetinolepis
- Rhodanthe
- Rhodanthemum
- Rhynchopsidium
- Rhynchospermum
- Rhysolepis
- Richteria
- Riencourtia
- Rigiopappus
- Robinsonecio
- Robinsonia
- Rochonia
- Rojasianthe
- Rolandra
- Roldana
- Rosenia
- Rothmaleria
- Rudbeckia
- Rugelia
- Ruilopezia
- Rumfordia
- Russowia
- Rutidosis
- Sabazia
- Sachsia
- Salmea
- Santolina
- Santosia
- Sanvitalia
- Sarcanthemum
- Sartorina
- Sartwellia
- Saussurea
- Scalesia
- Scariola
- Scherya
- Schischkinia
- Schistocarpha
- Schistostephium
- Schizogyne
- Schizoptera
- Schizotrichia
- Schkuhria
- Schlechtendalia
- Schmalhausenia
- Schoenia
- Sciadocephala
- Sclerocarpus
- Sclerolepis
- Sclerorhachis
- Sclerostephane
- Scolymus
- Scorzonera
- Scrobicaria
- Selloa
- Senecio
- Sericocarpus
- Seriphidium
- Serratula
- Shafera
- Sheareria
- Shinnersia
- Shinnersoseris
- Siapaea
- Siebera
- Sigesbeckia
- Siloxerus
- Silphium
- Silybum
- Simsia
- Sinacalia
- Sinclairia
- Sinoleontopodium
- Sinosenecio
- Sipolisia
- Smallanthus
- Soaresia
- Solanecio
- Solenogyne
- Solidago
- Soliva
- Sommerfeltia
- Sonchus
- Sondottia
- Soroseris
- Spaniopappus
- Sparganophorus
- Sphaeranthus
- Sphaereupatorium
- Sphaeromeria
- Sphagneticola
- Spilanthes
- Spiracantha
- Spiroseris
- Squamopappus
- Stachycephalum
- Staehelina
- Standleyanthus
- Staurochlamys
- Stebbinsoseris
- Steiractinia
- Steirodiscus
- Stemmacantha
- Stenachaenium
- Stenocephalum
- Stenocline
- Stenopadus
- Stenophalium
- Stenops
- Stenoseris
- Stenotus
- Stephanochilus
- Stephanodoria
- Stephanomeria
- Steptorhamphus
- Stevia
- Steviopsis
- Steyermarkina
- Stifftia
- Stilpnogyne
- Stilpnolepis
- Stilpnopappus
- Stoebe
- Stokesia
- Stomatanthes
- Stomatochaeta
- Stramentopappus
- Streptoglossa
- Strotheria
- Stuartina
- Stuckertiella
- Stuessya
- Stylocline
- Stylotrichium
- Sventenia
- Symphyllocarpus
- Symphyopappus
- Symphyotrichum
- Syncalathium
- Syncarpha
- Syncephalum
- Syncretocarpus
- Synedrella
- Synedrellopsis
- Syneilesis
- Synotis
- Syntrichopappus
- Synurus
- Syreitschikovia
- Taeckholmia
- Tagetes
- Takeikadzuchia
- Takhtajaniantha
- Talamancalia
- Tamananthus
- Tamania
- Tamaulipa
- Tanacetopsis
- Tanacetum
- Taplinia
- Taraxacum
- Tarchonanthus
- Tehuana
- Teixeiranthus
- Telanthophora
- Telekia
- Telmatophila
- Tenrhynea
- Tephroseris
- Tessaria
- Tetrachyron
- Tetradymia
- Tetragonotheca
- Tetramolopium
- Tetraneuris
- Tetranthus
- Tetraperone
- Thaminophyllum
- Thamnoseris
- Thelesperma
- Thespidium
- Thespis
- Thevenotia
- Thiseltonia
- Thurovia
- Thymophylla
- Thymopsis
- Tiarocarpus
- Tietkensia
- Tithonia
- Tolbonia
- Tolpis
- Tomentaurum
- Tonestus
- Tourneuxia
- Townsendia
- Tracyina
- Tragopogon
- Traversia
- Trichanthemis
- Trichanthodium
- Trichocline
- Trichocoronis
- Trichocoryne
- Trichogonia
- Trichogoniopsis
- Trichogyne
- Tricholepis
- Trichoptilium
- Trichospira
- Tridactylina
- Tridax
- Trigonospermum
- Trilisa
- Trimorpha
- Trioncinia
- Tripleurospermum
- Triplocephalum
- Tripteris
- Triptilion
- Triptilodiscus
- Trixis
- Troglophyton
- Tuberostylis
- Tugarinovia
- Turaniphytum
- Tussilago
- Tuxtla
- Tyleropappus
- Tyrimnus
- Uechtritzia
- Ugamia
- Uleophytum
- Unxia
- Urbananthus
- Urbinella
- Urmenetea
- Urolepis
- Uropappus
- Urospermum
- Ursinia
- Vanclevea
- Varilla
- Varthemia
- Vellereophyton
- Venegasia
- Verbesina
- Vernonia
- Vernoniopsis
- Viereckia
- Vieria
- Vigethia
- Viguiera
- Villanova
- Vilobia
- Vittadinia
- Vittetia
- Volutaria
- Waitzia
- Wamalchitamia
- Warionia
- Wedelia
- Welwitschiella
- Wendelboa
- Werneria
- Westoniella
- Whitneya
- Wilkesia
- Willemetia
- Wollastonia
- Wulffia
- Wunderlichia
- Wyethia
- Xanthisma
- Xanthium
- Xanthocephalum
- Xanthopappus
- Xeranthemum
- Xerolekia
- Xylanthemum
- Xylorhiza
- Xylothamia
- Yermo
- Youngia
- Zaluzania
- Zandera
- Zexmenia
- Zinnia
- Zoegea
- Zyrphelis
- Zyzyxia

## SelonITIS(22 mai 2010)[5]
- Acamptopappus (Gray) Gray
- Acanthospermum Schrank
- Achillea L.
- Achyrachaena Schauer
- Acmella L.C. Rich. ex Pers.
- Acourtia D. Don
- Acroptilon Cass.
- Actinospermum
- Adenocaulon Hook.
- Adenophyllum Pers.
- Adenostemma J.R. & G. Forst.
- Ageratina Spach
- Ageratum L.
- Agoseris Raf.
- Almutaster A.et D. Löve
- Amberboa (Pers.) Less.
- Amblyolepis DC.
- Amblyopappus Hook. & Arn.
- Ambrosia L.
- Ampelaster Nesom
- Amphiachyris (A. DC.) Nutt.
- Amphipappus Torr. & Gray
- Anacylus L.
- Anaphalis DC.
- Ancistrocarphus Gray
- Anisocoma Torr. & Gray
- Antennaria Gaertn.
- Anthemis L.
- Antheropeas Rydb.
- Apargidium
- Aphanostephus DC.
- Arctium L.
- Arctotheca J.C. Wendl.
- Arctotis L.
- Argyranthemum Webb
- X Argyrautia Sherff
- Argyroxiphium DC.
- Arnica L.
- Arnoglossum Raf.
- Arnoseris Gaertn.
- Artemisia L.
- Asanthus King & H.E. Robins.
- Aster L.
- Astranthium Nutt.
- Astranthuim
- Astrichoseris
- Atrichoseris Gray
- Ayapana Spach
- Baccharis L.
- Bahia Lag.
- Baileya Harvey & Gray ex Gray
- Balduina Nutt.
- Balsamita P. Mill.
- Balsamorhiza Nutt.
- Baltimora L.
- Barkleyanthus (Kunth) H.E. Robins. & Brett.
- Bartlettia Gray
- Bebbia Greene
- Bellis L.
- Benitoa Keck
- Berkheya Ehrh.
- Berlandiera DC.
- Bidens L.
- Bigelowia DC.
- Blennosperma Less.
- Blepharipappus Hook.
- Blepharizonia Greene
- Blumea DC.
- Boltonia L'Hér.
- Borrichia Adans.
- Brachyactis Ledeb.
- Bradburia Torr. & Gray
- Brickellia Ell.
- Brickelliastrum King & H.E. Robins.
- Brintonia Greene
- Cacalia L.
- Cacaliopsis Gray
- Calendula L.
- Callistephus Cass.
- Calotis R. Br.
- Calycadenia DC.
- Calycoseris Gray
- Calyptocarpus Less.
- Canadanthus Nesom
- Carduus L.
- Carlina L.
- Carminatia Moc. ex DC.
- Carphephorus Cass.
- Carphochaete Gray
- Carthamus L.
- Castalis Cass.
- Cathamus
- Centaurea L.
- Centipeda Lour.
- Centratherum Cass.
- Chaenactis DC.
- Chaetadelpha Gray ex S. Wats.
- Chaetadelphia
- Chaetopappa DC.
- Chamaechaenactis Rydb.
- Chamaemelum P. Mill.
- Chamomilla S.F. Gray
- Chaptalia Vent.
- Chloracantha Nesom
- Chondrilla
- Chondrilla L.
- Chromolaena DC.
- Chrysactinia Gray
- Chrysanthellum Rich.
- Chrysanthemum L.
- Chrysogonum L.
- Chrysoma Nutt.
- Chrysopsis (Nutt.) Ell.
- Chrysothamnus Nutt.
- Cichorium L.
- Cirsium P. Mill.
- Clappia Gray
- Clibadium L.
- Cnicus L.
- Columbiadoria Nesom
- Complaya Strother
- Condylidium R. M. King & H. Rob.
- Conoclinium DC.
- Conyza Less.
- Coreocarpus Benth.
- Coreopsis L.
- Corethrogyne DC.
- Cosmos Cav.
- Cotula L.
- Crassocephalum Moench
- Crepis L.
- Critonia P. Browne
- Crocidium Hook.
- Croptilon Raf.
- Crupina (Pers.) DC.
- Cyanopsis Cass.
- Cyanthillium Blume
- Cymophora B.L. Robins.
- Cynara L.
- Dahlia Cav.
- Delairea Lem.
- Dendranthema (DC.) Des Moulins
- Dichaetophora Gray
- Dicoria Torr. ex Gray
- Dicranocarpus Gray
- Dimeresia Gray
- Dimersia
- Dimorphotheca Moench
- Dittrichia W. Greuter
- Doellingeria Nees
- Doronicum L.
- Dracopis Cass.
- Dubautia Gaud.
- Dugaldia Cass.
- Dysodiopsis (Gray) Rydb.
- Dyssodia Cav.
- Eastwoodia Brandeg.
- Eatonella Gray
- Echinacea
- Echinacea Moench
- Echinops L.
- Eclipta L.
- Egletes Cass.
- Elephantopus L.
- Eleutheranthera Poit. ex Bosc
- Emilia Cass.
- Encelia Adans.
- Enceliopsis (Gray) A. Nels.
- Engelmannia Gray ex Nutt.
- Enydra Lour.
- Erato
- Erechtites Raf.
- Ericameria Nutt.
- Erigeron L.
- Eriophyllum Lag.
- Eucephalus Nutt.
- Euchiton Cass.
- Eupatoriadelphus
- Eupatorium L.
- Euphrosyne DC.
- Eurybia (Cass.) S.F. Gray
- Euryops (Cass.) Cass.
- Euthamia Nutt. ex Cass.
- Evax Gaertn.
- Facelis Cass.
- Filaginella
- Filago L.
- Fitchia Hook. f.
- Flaveria Juss.
- Fleischmannia Schultz-Bip.
- Florestina Cass.
- Flourensia DC.
- Flyriella King & H.E. Robins.
- Gaillardia Foug.
- Galinsoga Ruiz & Pavón
- Gamochaeta Weddell
- Garberia Gray
- Gazania Gaertn.
- Geraea Torr. & Gray
- Gerbera Gmel.
- Glyptopleura D.C. Eat.
- Gnaphalium L.
- Gochnatia Kunth
- Greenella
- Grindelia Willd.
- Guardiola Cerv. ex Humb. & Bonpl.
- Guizotia Cass.
- Gundelia L.
- Gundlachia
- Gundlachia Gray
- Gutierrezia Lag.
- Gymnosperma Less.
- Gymnostyles Juss.
- Gynura Cass.
- Haplocarpha Less.
- Haploesthes Gray
- Haplopappus
- Hartwrightia Gray ex S. Wats.
- Hasteola Raf.
- Hazardia Greene
- Hebeclinium DC.
- Hecastocleis Gray
- Hedypnois P. Mill.
- Helenium L.
- Helianthella Torr. & Gray
- Helianthus L.
- Helichrysum P. Mill.
- Heliomeris Nutt.
- Heliopsis Pers.
- Hemizonia DC.
- Herrickia Woot. & Standl.
- Hesperevax (Gray) Gray
- Hesperodoria Greene
- Hesperomannia Gray
- Heteranthemis Schott
- Heterosperma Cav.
- Heterotheca Cass.
- Hieracium L.
- Hofmeisteria Walp.
- Holocarpha Greene
- Holozonia Greene
- Hulsea Torr. & Gray
- Hymenoclea Torr. & Gray ex Gray
- Hymenopappus L'Hér.
- Hymenothrix Gray
- Hymenoxys Cass.
- Hypochaeris L.
- Inula L.
- Ionactis Greene
- Isocarpha R. Br.
- Isocoma Nutt.
- Iva L.
- Ixeris (Cass.) Cass.
- Jamesianthus Blake & Sherff
- Jaumea Pers.
- Jefea Stother
- Kalimeris (Cass.) Cass.
- Keysseria Lauterb.
- Koanophyllon Arruda
- Koyamacalia H.E. Robins. & Brett.
- Krigia Schreb.
- Lactuca L.
- Laennecia Cass.
- Lagascea Cav.
- Lagenifera Cass.
- Lagophylla Nutt.
- Lapsana L.
- Lapsanastrum J.H. Pak & K. Bremer
- Lasianthaea DC.
- Lasiospermum M. Lagasca
- Lasthenia Cass.
- Launaea Cass.
- Layia Hook. & Arn. ex DC.
- Leibnitzia Cass.
- Lembertia Greene
- Leontodon L.
- Lepidospartum (Gray) Gray
- Lessingia Cham.
- Leucanthemella Tzvelev
- Leucanthemopsis (Giroux) Heywood
- Leucanthemum P. Mill.
- Leucelene
- Liatris Gaertn. ex Schreb.
- Lindheimera Gray & Engelm.
- Lipochaeta DC.
- Litrisa Small
- Logfia Cass.
- Luina Benth.
- Lygodesma
- Lygodesmia D. Don
- Macdougalia
- Machaeranthera Nees
- Madia Molina
- Malacothrix DC.
- Malperia S. Wats.
- Mantisalca Cass.
- Marshallia Schreb.
- Matricaria L.
- Megalodonta Greene
- Melampodium L.
- Melanthera Rohr
- Micropus
- Micropus L.
- Microseris D. Don
- Mikania Willd.
- Monolopia DC.
- Monoptilon Torr. & Gray
- Montanoa Llave & Lex.
- Munzothammus
- Mycelis Cass.
- Neurolaena R. Br.
- Nicolletia Gray
- Nothocalais (Gray) Greene
- Oclemena Greene
- Oligoneuron Small
- Omalotheca Cass.
- Oncosiphon Källersjö
- Onopordum L.
- Oonopsis Nutt.
- Oreochrysum Rydb.
- Oreostemma Greene
- Orochaenactis Coville
- Orthopappus
- Osmadenia Nutt.
- Osteospermum L.
- Packera A. & D. Löve
- Palafoxia Lag.
- Parasenecio W.W. Sm. & Small
- Parthenice Gray
- Parthenium L.
- Pascalia Ortega
- Pectis L.
- Pentachaeta Nutt.
- Pentzia Thunb.
- Perezia Lag.
- Pericallis Webb
- Pericome Gray
- Perityle Benth.
- Petasites P. Mill.
- Petradoria Greene
- Peucephyllum Gray
- Phalacroseris Gray
- Phoebanthus Blake
- Picradeniopsis Rydb. ex Britt.
- Picris L.
- Picrothamnus Nutt.
- Pinaropappus Less.
- Piptocarpha R. Br.
- Piptocoma Cass.
- Pityopsis Nutt.
- Platyschkuhria Rydb.
- Pleucephyllum
- Pleurocornis
- Pleurocoronis King & H.E. Robins.
- Pluchea Cass.
- Plummera Gray
- Podocoma Cass.
- Polymnia L.
- Porophyllum Adans.
- Prenanthella Rydb.
- Prenanthes L.
- Prionopsis Nutt.
- Proustia Lag.
- Psacalium Cass.
- Psathyrotes Gray
- Pseudelephantopus Rohr
- Pseudo-elephantopus
- Pseudobahia Rydb.
- Pseudoclappia Rydb.
- Pseudognaphalium Kirp.
- Pseudogynoxys (Greenm.) Cabrera
- Psilactis Gray
- Psilocarphus Nutt.
- Psilostrophe DC.
- Pterocaulon Ell.
- Pulicaria Gaertn.
- Pyrrhopappus DC.
- Pyrrocoma Hook.
- Rafinesquia Nutt.
- Raillardella (Gray) Benth.
- Raillardiopsis Rydb.
- Railliautia
- Rainiera Greene
- Ratibida Raf.
- Rayjacksonia R.L. Hartman & M.A. Lane
- Reichardia Roth
- Remya Hbd. ex Benth.
- Rhagadiolus Juss.
- Rigiopappus Gray
- Rolandra Rottb.
- Roldana Llave ex Lex.
- Rudbeckia L.
- Rugelia Shuttlw. ex Chapman
- Sachsia Griseb.
- Salmea DC.
- Santolina L.
- Sanvitalia Lam.
- Sartwellia Gray
- Saussurea DC.
- Schkuhria Roth
- Sclerocarpus Jacq.
- Sclerolepis Cass.
- Scolymus L.
- Scorzonella
- Scorzonera L.
- Senecio L.
- Sericocarpus Greene
- Serratula L.
- Shinnersia R. M. King & H. Rob.
- Shinnersoseris S. Tomb
- Sigesbeckia L.
- Silphium L.
- Silybum Adans.
- Simsia Pers.
- Smallanthus Mackenzie ex Small
- Solidago L.
- Soliva Ruiz & Pavón
- Sonchus L.
- Sphaeromeria Nutt.
- Sphagneticola O. Hoffmann
- Spilanthes Jacq.
- Spiracantha Kunth
- Stebbinsoseris gen. nov. ined.
- Stenotus Nutt.
- Stephanomeria Nutt.
- Stevia Cav.
- Stokesia L'Hér.
- Struchium P. Br.
- Stylocline Nutt.
- Symphyotrichum Nees
- Synedrella Gaertn.
- Synedrellopsis Hieron. & Kuntze
- Synosma Raf. ex Britt.
- Syntrichopappus Gray
- Tagetes L.
- Tamaulipa R. M. King & H. Rob.
- Tanacetum L.
- Taraxacum G.H. Weber ex Wiggers
- Tephroseris (Reichenb.) Reichenb.
- Tetradymia DC.
- Tetragonotheca L.
- Tetragonothela
- Tetramolopium Nees
- Tetraneuris Greene
- Thelechitonia Cuatrec.
- Thelesperma Less.
- Thurovia Rose
- Thymophylla Lag.
- Tithonia Desf. ex Juss.
- Tolpis Adans.
- Tonestus A. Nels.
- Townsendia
- Townsendia Hook.
- Tracyina Blake
- Tragopogon L.
- Trichocoronis Gray
- Trichoptilium Gray
- Tridax L.
- Trilisa (Cass.) Cass.
- Trimorpha Cass.
- Tripleurospermum Schultz-Bip.
- Tripolium Nees
- Trixis P. Br.
- Tussilago L.
- Uropappus Nutt.
- Urospermum Scop.
- Vancleavea Greene
- Varilla Gray
- Venegasia DC.
- Venidium Less.
- Verbesina L.
- Vernonia Schreb.
- Vicoa
- Viguiera Kunth
- Wedelia Jacq.
- Whitneya Gray
- Wilkesia Gray
- Wollastonia DC. ex Decaisne
- Wyethia Nutt.
- Xanthisma DC.
- Xanthium L.
- Xanthocephalum Willd.
- Xylorhiza Nutt.
- Xylothamia Nesom, Suh, D. Morgan & Simpson
- Yermo Dorn
- Youngia Cass.
- Zaluzania Pers.
- Zexmenia Llave & Lex.
- Zinnia L.

### Sous le nom actuel Asteraceae
- (fr) Belles fleurs de France : Asteraceae
- (fr) Belles fleurs de France 2 : Asteraceae
- (en) Flora of North America :  Asteraceae
- (en) Madagascar Catalogue :  Asteraceae
- (en) Flora of Chile :  Asteraceae
- (en) Angiosperm Phylogeny Website : Asteraceae
- (en) Jardin botanique du Missouri : Asteraceae  (images de Madagascar)
- (en) Tree of Life Web Project : Asteraceae
- (en) Catalogue of Life : Asteraceae Dumort. (consulté le 11 décembre 2020)
- (fr) Tela Botanica (France métro) : Asteraceae
- (fr) Tela Botanica (La Réunion) : Asteraceae
- (fr + en) ITIS : Asteraceae
- (en) NCBI : Asteraceae (taxons inclus)
- (en) GRIN : famille Asteraceae  Bercht. et J. Presl  (+liste des genres contenant des synonymes)
- (en) World Checklist of Selected Plant Families (WCSP) : Compositae
- (en) UICN : taxon  Asteraceae  (consulté le 8 janvier 2023)
- Listes exhaustives :
  - Kew
  - SysTax

### Sous le nom Compositae
- (en) Madagascar Catalogue :  Compositae
- (en) DELTA Angio : Compositae  Giseke
- (en) Tree of Life Web Project : Compositae
- (en) Paleobiology Database : Compositae  Giseke
- (fr + en) ITIS : Compositae Non valide
- (fr + en) ITIS : Asteraceae
- (en) GRIN : famille Compositae  Giseke  (+liste des genres contenant des synonymes)
- (fr + en) CITES : famille Compositae  (sur le site de l’UNEP-WCMC)